# Digne-les-Bains
Pour les articles homonymes, voir Digne.
Digne-les-Bains ([diɲ(ə) le bɛ̃]) est une ville française, chef-lieu du département des Alpes-de-Haute-Provence et située dans la région Provence-Alpes-Côte d'Azur. Le nom de ses habitants est Dignois.

## Géographie

Représentations cartographiques de la commune
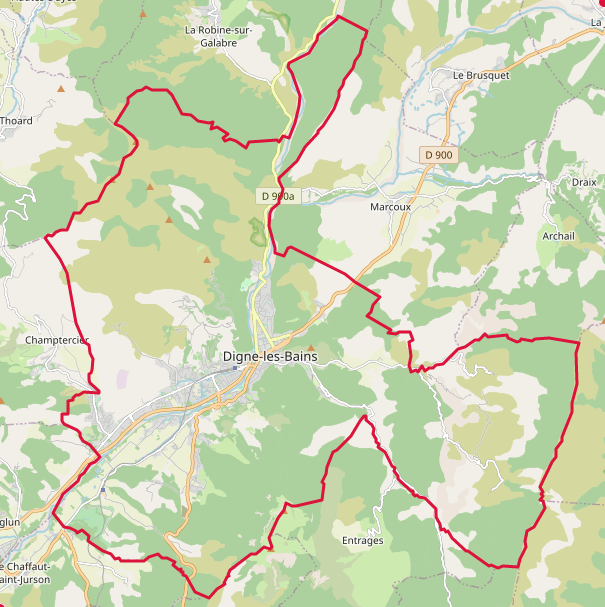
Carte OpenStreetMap.
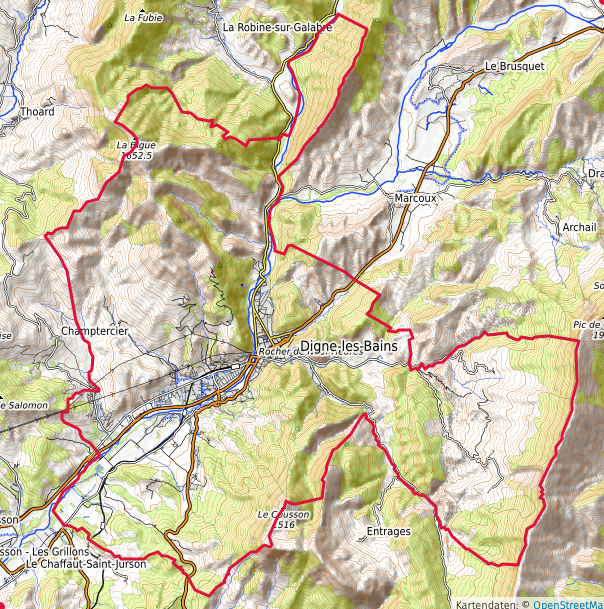
Carte topographique.

### Localisation
Située en bordure des Préalpes de Digne, de part et d'autre de la Bléone, Digne-les-Bains est le chef-lieu du département des Alpes-de-Haute-Provence. Placée au centre géographique du département, cette ville abrite 16 844 habitants, ce qui en fait l'un des plus petits chefs-lieux de département de France par sa population.

### Communes limitrophes
Les communes limitrophes sont Aiglun, Archail, Le Brusquet, Le Chaffaut-Saint-Jurson, Champtercier, Châteauredon, Chaudon-Norante, Clumanc, Entrages, Marcoux, La Robine-sur-Galabre, Tartonne et Thoard.

### Géologie et relief
Le centre-ville se situe à 608 mètres d'altitude.
Digne est une ville essentiellement étendue dans la plaine formée par la vallée de la Bléone, étant donné que le relief qui l'entoure est très accidenté. La vieille ville est construite sur une colline située entre la Bléone et le torrent des Eaux-Chaudes, mais la ville s'est progressivement étendue dans les trois directions des vallées, en particulier vers l'aval.
Sa situation géographique est assez remarquable, étant donné qu'elle se trouve au bord des Préalpes, sur le chevauchement qui porte son nom. Une partie de la ville est complètement enserrée dans la vallée de la Bléone, tandis que la ville s'étend largement sur les reliefs plus doux en aval. Avec l'annexion de communes voisines, surtout en aval, la ville s'étend sur plus de 8 km de longueur.

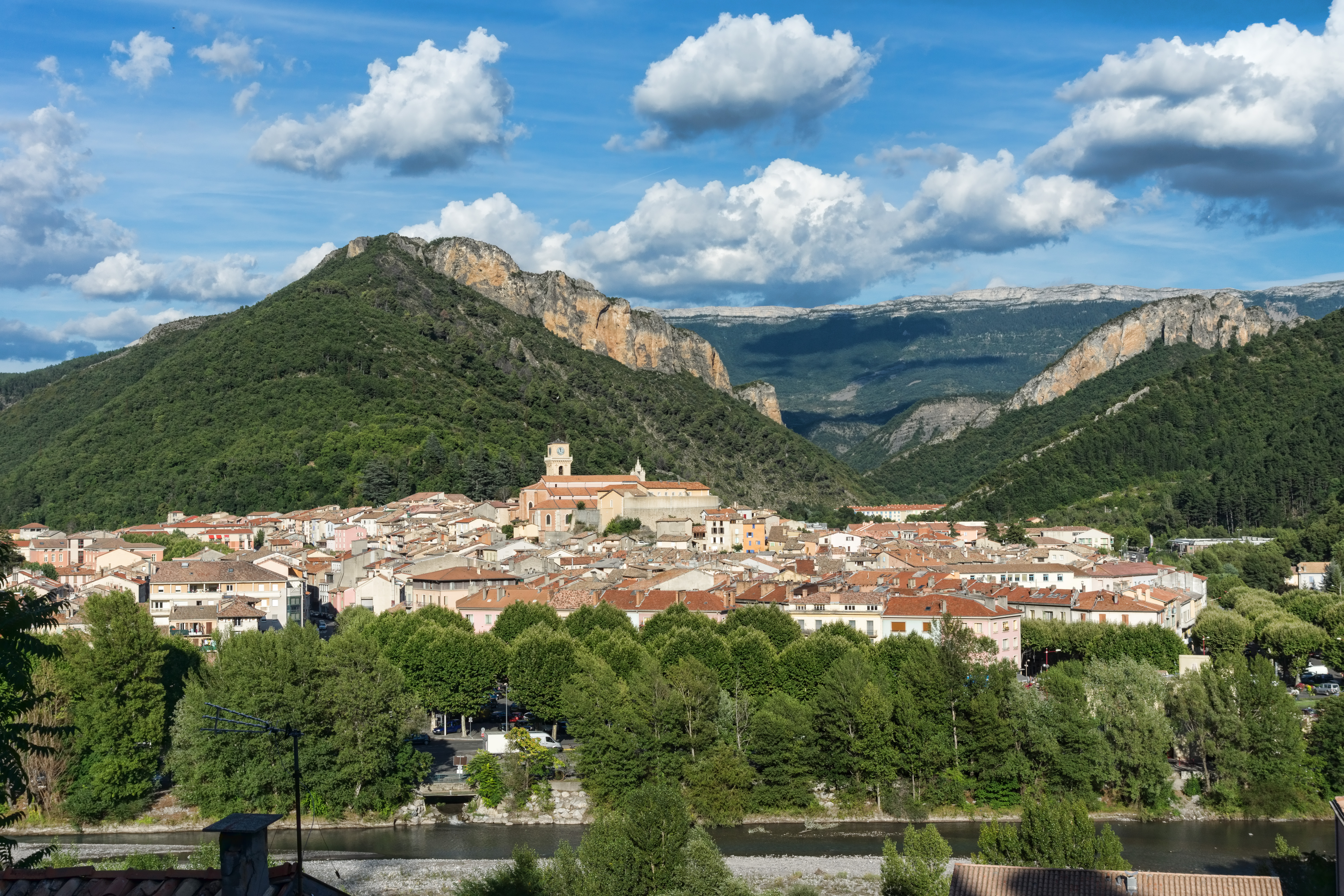
Centre ancien à partir de l'Ouest vers l'Est.
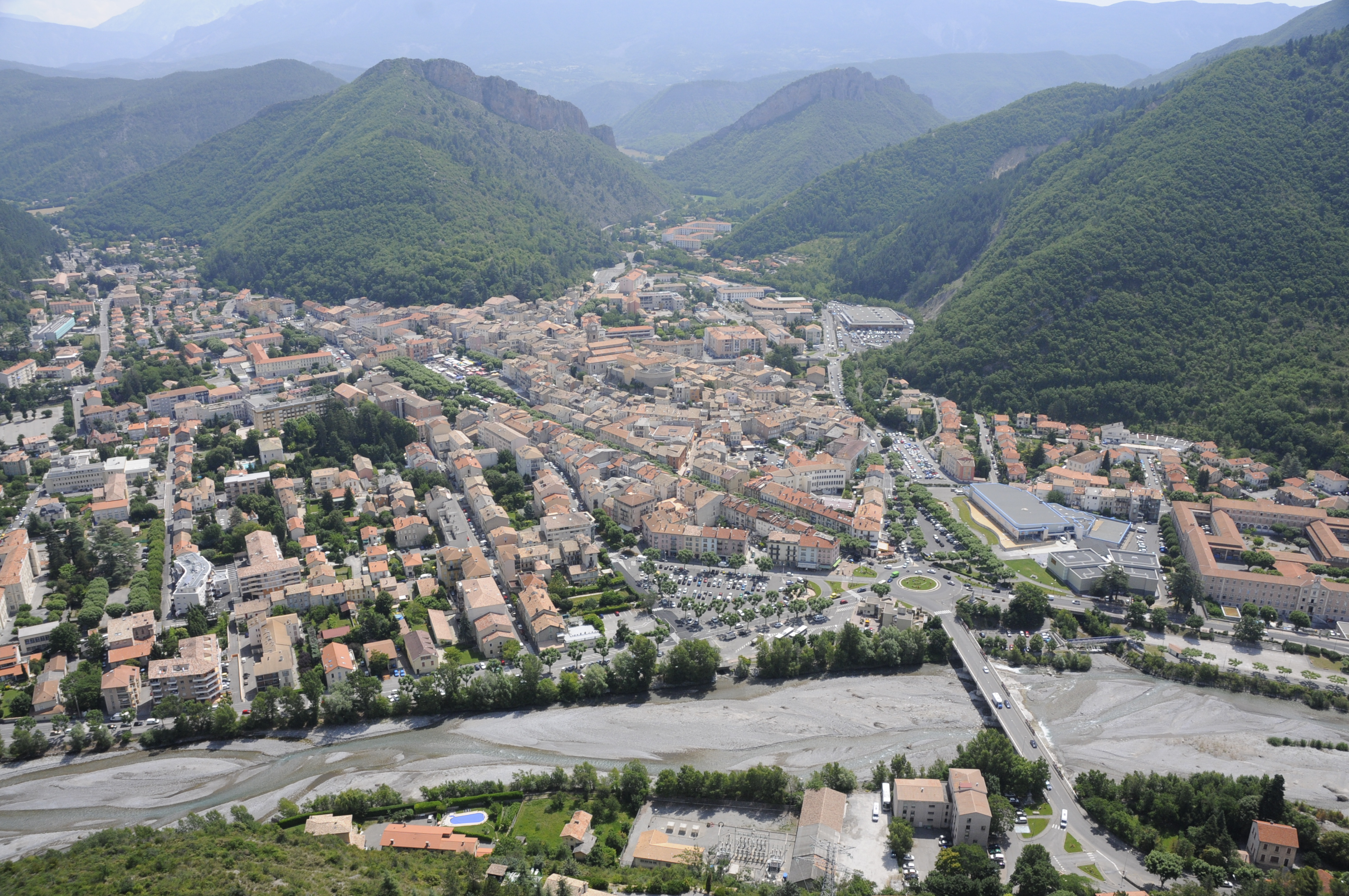
Vue aérienne centre à partir de l'Ouest vers l'Est.
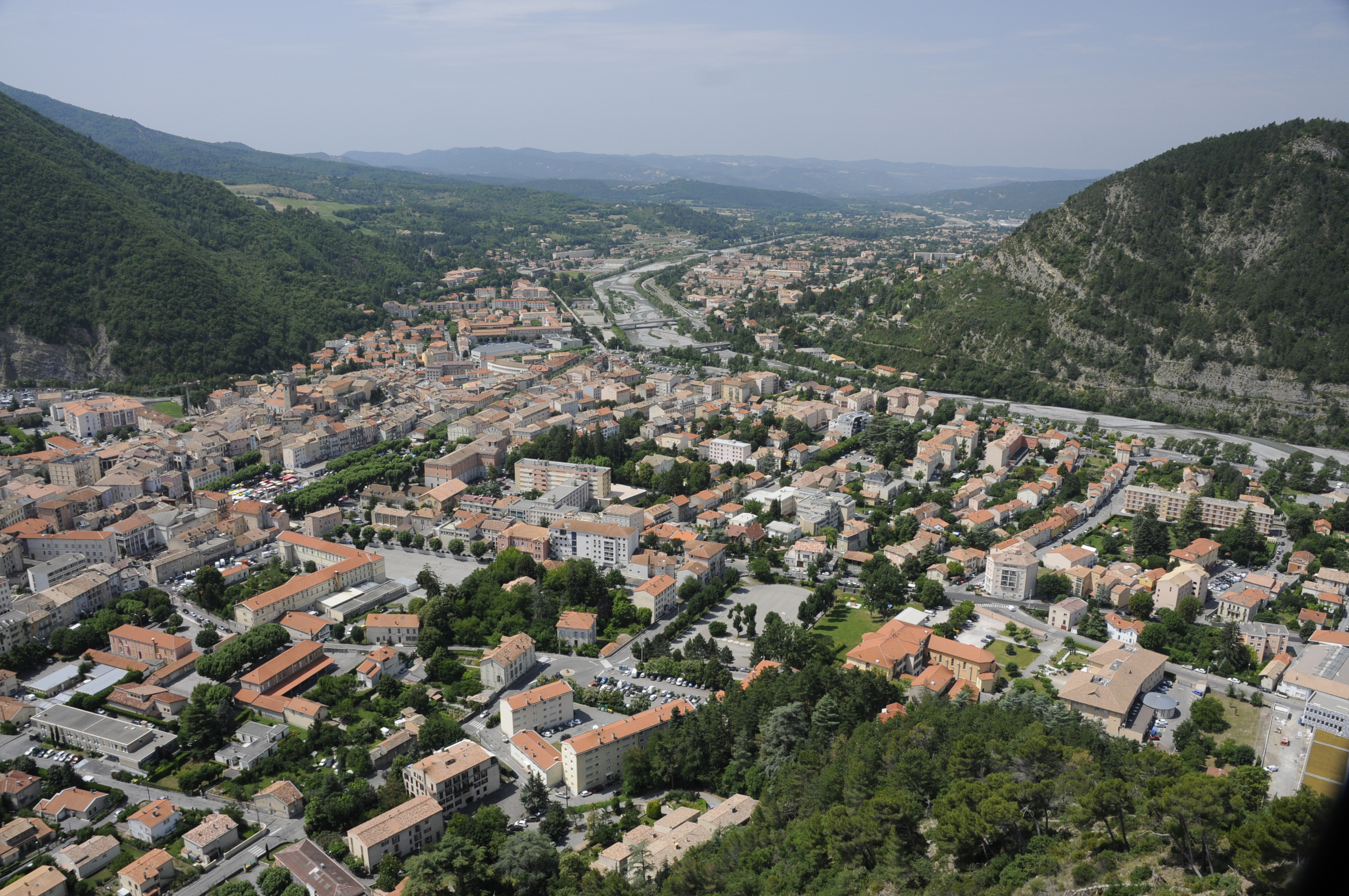
Vue aérienne centre à partir de l'Est, vers direction Durance.

### Réserve géologique
La commune, qui est au cœur de la réserve géologique, a ses spécificités liées à l'ancienne cité construite en amont de la cluse que la Bléone a percée dans la nappe de Digne pour se déverser dans le bassin tertiaire de Valensole.
Les quartiers de la ville recouvrent les alluvions des torrents qui convergent en amont de la cluse. Les faubourgs les plus orientaux rejoignent une ligne de collines de calcaires à silex d'âge Carixien, formant des falaises roussâtres orientées sud-ouest.
Les sources chaudes ont été captées, dès l'Antiquité, au point où ces calcaires carixiens sont coupés par l'entaille du vallon le plus méridional, descendant d'Entrages. Leurs vertus curatives sont liées à leur remontée le long des niveaux gypsifères triasiques de la semelle de charriage de la nappe de Digne.
La montagne la plus visible de la commune est le Cousson (1 516 m) ; la Bigue culmine à 1 653 m.

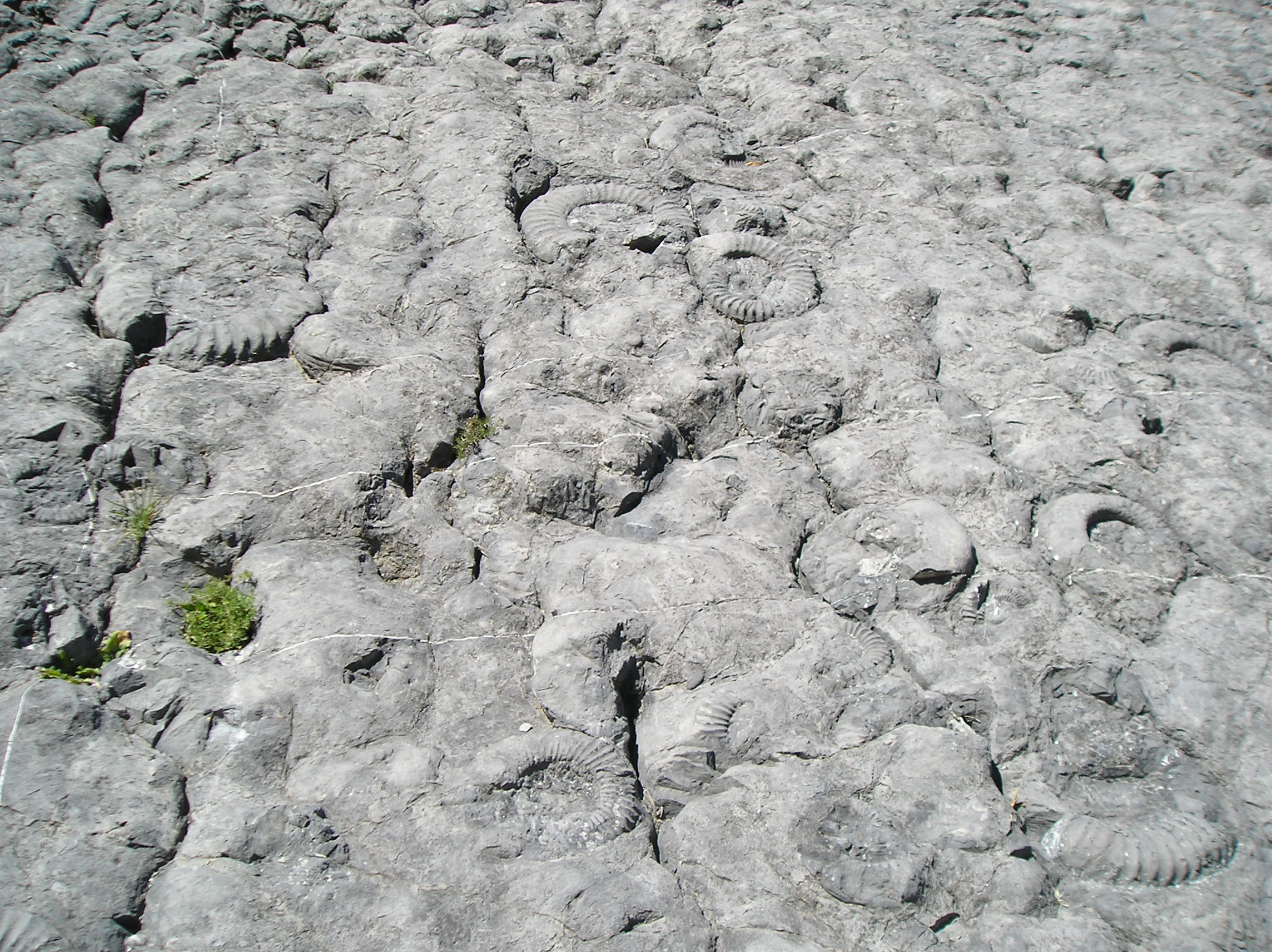
Dalle à ammonites.
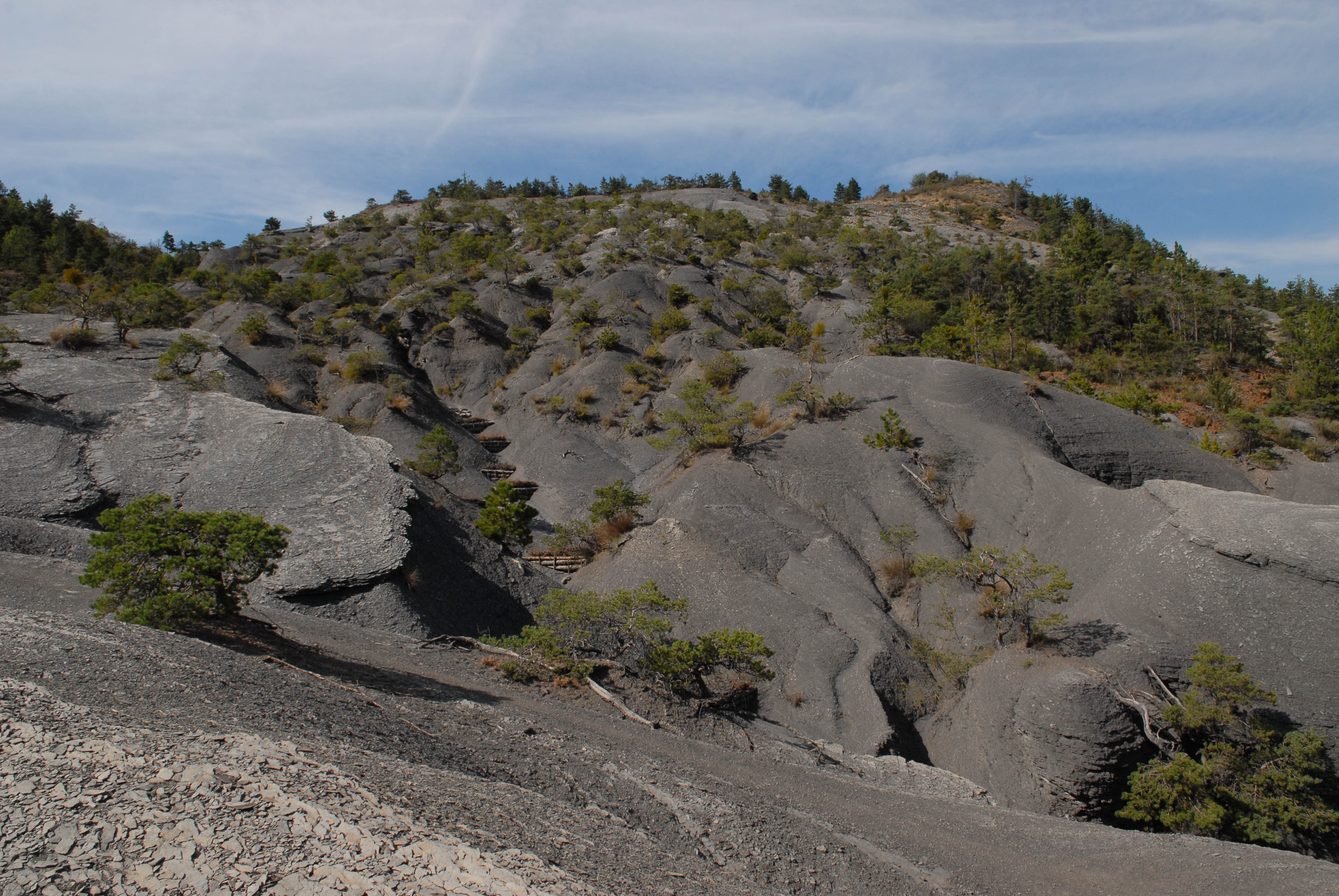
Marnes noires de l'Adret de l'Escure.
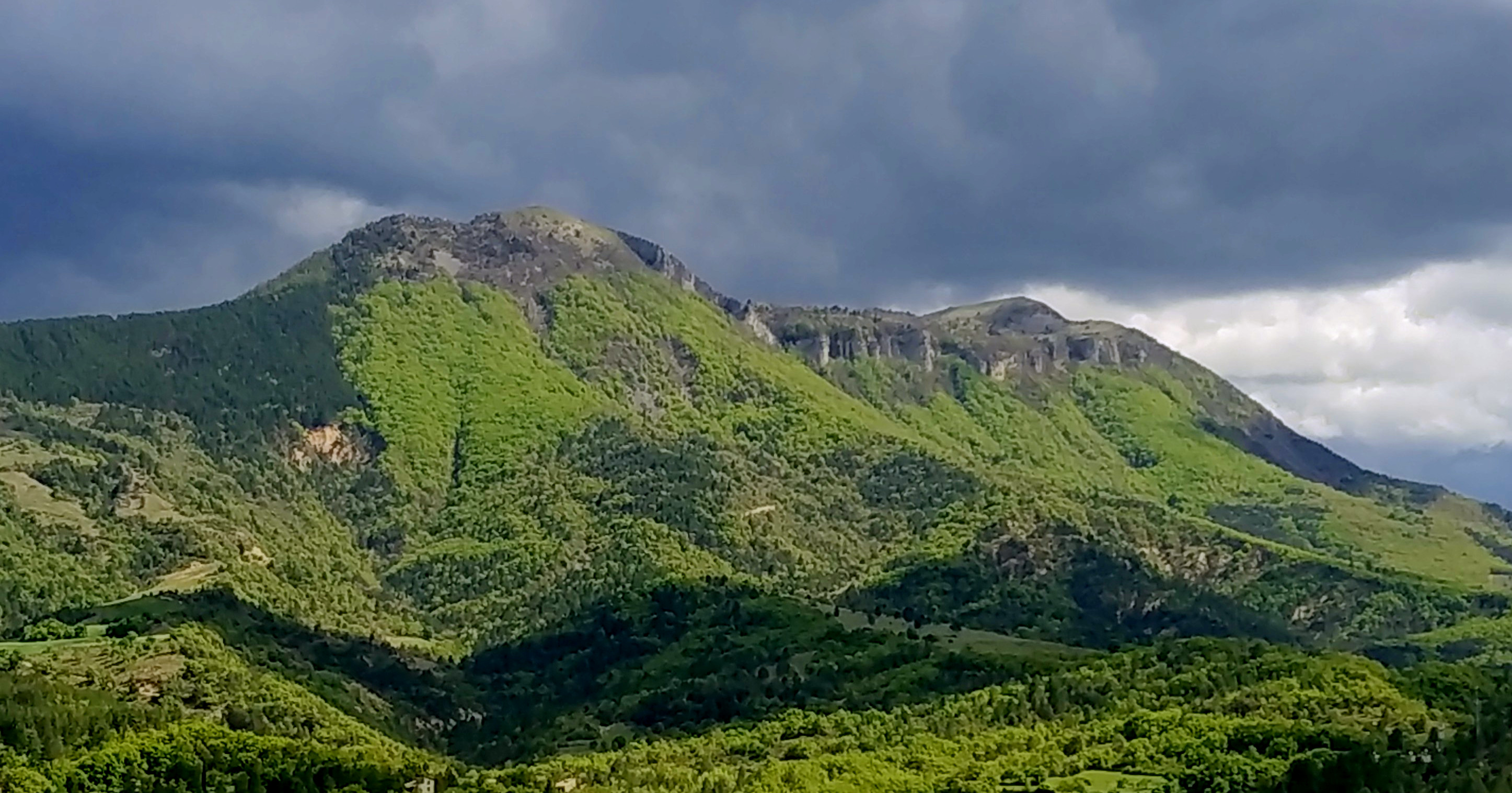
Le Cousson.

De nombreux reliefs se situent autour de Digne-les-Bains et sont des buts de randonnée :
- Rocher de Neuf Heures
- Trois Chapelles (chapelle Notre-Dame de Lourdes, chapelle Saint-Vincent, chapelle La Croix)
- Rive droite de la Bléone (parc de la Réserve Géologique de Haute-Provence, chemin de Caguerenard, chemins permettant d'accéder en haut du versant (plus de 200 m. au-dessus de la ville) et à la crête Andran - Martignon - La Bigue)
- Sentiers permettant d'accéder aux Basses Bâties de Cousson (puis au Cousson)
- Chapelle Saint Pancrace
- Chapelle rupestre Saint-Jean-Baptiste
- Barre des Dourbes

### Hydrographie et les eaux souterraines
La commune se situe sur le bassin versant de la Bléone, un affluent de la Durance.
Elle est traversée par la vallée des Eaux-Chaudes, qui lui fournit les ressources de son activité thermale. Dans cette vallée se trouvent huit sources chaudes et une froide utilisées pour le thermalisme : certaines sont radioactives, sulfydrurées, chlorobromoiodurées, arsenicales.
Affluents notables de la Bléone sur la commune : le Bès, le Mardaric, les Eaux chaudes, le St Véran, le Fale, le Rouveiret, le Champtercier.

### Climat
Pour des articles plus généraux, voir Climat de Provence-Alpes-Côte d'Azur et Climat des Alpes-de-Haute-Provence.
En 2010, le climat de la commune est de type climat méditerranéen altéré, selon une étude du Centre national de la recherche scientifique s'appuyant sur une série de données couvrant la période 1971-2000. En 2020, Météo-France publie une typologie des climats de la France métropolitaine dans laquelle la commune est exposée à un climat de montagne ou de marges de montagne et est dans la région climatique  Alpes du sud, caractérisée par une pluviométrie annuelle de 850 à 1 000 mm, minimale en été. 
Pour la période 1971-2000, la température annuelle moyenne est de 11,5 °C, avec une amplitude thermique annuelle de 17,4 °C. Le cumul annuel moyen de précipitations est de 849 mm, avec 6,8 jours de précipitations en janvier et 4,5 jours en juillet. Pour la période 1991-2020, la température moyenne annuelle observée sur la station météorologique installée sur la commune est de 12,2 °C et le cumul annuel moyen de précipitations est de 681,2 mm. 
La température maximale relevée sur cette station est de 42,1 °C, atteinte le 28 juin 2019 ; la température minimale est de −17,8 °C, atteinte le 4 février 2012,,. 
| Mois                                  | jan.          | fév.           | mars           | avril         | mai           | juin          | jui.          | août         | sep.          | oct.          | nov.           | déc.           | année      |
| ------------------------------------- | ------------- | -------------- | -------------- | ------------- | ------------- | ------------- | ------------- | ------------ | ------------- | ------------- | -------------- | -------------- | ---------- |
| Température minimale moyenne (°C)     | −2,8          | −2,7           | 0,3            | 3,8           | 7,1           | 11,3          | 13,2          | 12,7         | 9,6           | 6             | 1,5            | −2,1           | 4,8        |
| Température moyenne (°C)              | 3,6           | 4,4            | 7,8            | 11,3          | 14,8          | 19,3          | 21,8          | 21,4         | 17,4          | 13            | 7,9            | 4              | 12,2       |
| Température maximale moyenne (°C)     | 9,9           | 11,5           | 15,2           | 18,8          | 22,5          | 27,2          | 30,4          | 30           | 25,3          | 20,1          | 14,2           | 10,2           | 19,6       |
| Record de froid (°C) date du record   | −13 30.01.05  | −17,8 04.02.12 | −11,4 02.03.05 | −7 08.04.21   | −2 06.05.19   | 0,2 01.06.06  | 6,1 12.07.07  | 2,8 31.08.10 | −1,6 27.09.20 | −5,4 21.10.07 | −10,6 16.11.07 | −14,9 18.12.10 | −17,8 2012 |
| Record de chaleur (°C) date du record | 21,9 10.01.15 | 24,5 23.02.20  | 25,6 16.03.19  | 28,3 08.04.11 | 34,3 22.05.22 | 42,1 28.06.19 | 36,9 31.07.20 | 39 11.08.03  | 33,9 04.09.23 | 31 12.10.11   | 24,8 14.11.23  | 19,9 05.12.06  | 42,1 2019  |
| Précipitations (mm)                   | 42,8          | 37,2           | 49,2           | 61,1          | 76,4          | 59,5          | 29,4          | 38,8         | 54,2          | 83,1          | 84,7           | 64,8           | 681,2      |

| Diagramme climatique                                  |              |             |             |             |              |              |            |             |           |             |              |
| J                                                     | F            | M           | A           | M           | J            | J            | A          | S           | O         | N           | D            |
| 9,9−2,842,8                                           | 11,5−2,737,2 | 15,20,349,2 | 18,83,861,1 | 22,57,176,4 | 27,211,359,5 | 30,413,229,4 | 3012,738,8 | 25,39,654,2 | 20,1683,1 | 14,21,584,7 | 10,2−2,164,8 |
| Moyennes : • Temp. maxi et mini °C • Précipitation mm |              |             |             |             |              |              |            |             |           |             |              |

Les paramètres climatiques de la commune ont été estimés pour le milieu du siècle (2041-2070) selon différents scénarios d'émission de gaz à effet de serre à partir des nouvelles projections climatiques de référence DRIAS-2020. Ils sont consultables sur un site dédié publié par Météo-France en novembre 2022.

## Urbanisme

### Typologie
Digne-les-Bains est une commune urbaine,. Elle fait en effet partie des communes denses ou de densité intermédiaire, au sens de la grille communale de densité de l'Insee,.
Elle appartient à l'unité urbaine de Digne-les-Bains, une agglomération intra-départementale regroupant 2 communes et 17 304 habitants en 2017, dont elle est ville-centre,.
Par ailleurs, la commune fait partie de l'aire d'attraction de Digne-les-Bains, dont elle est la commune-centre. Cette aire, qui regroupe 34 communes, est catégorisée dans les aires de moins de 50 000 habitants,.
Le Plan local d'urbanisme (PLU), approuvé le 26-03-2009, a été modifié le 20-06-2013.
L'élaboration du Schéma de cohérence territoriale (Scot) et la mise en place opérationnelle de services « mutualisés » avec notamment l'élargissement du périmètre d'intervention des TUD (Transports urbains dignois) sont en cours.
La communauté Provence Alpes Agglomération, créée officiellement à compter du 10 janvier 2017, est le résultat de la fusion de cinq intercommunalités représentant 46 communes : 
- Communauté de communes Asse Bléone Verdon ;
- Communauté de communes des Duyes et Bléone ;
- Communauté de communes de la Moyenne Durance ;
- Communauté de communes de Haute Bléone ;
- Communauté de communes du Pays de Seyne.

### Occupation des sols
L'occupation des sols de la commune, telle qu'elle ressort de la base de données européenne d’occupation biophysique des sols Corine Land Cover (CLC), est marquée par l'importance des forêts et milieux semi-naturels (82,4 % en 2018), en diminution par rapport à 1990 (84 %). La répartition détaillée en 2018 est la suivante : 
forêts (44,1 %), milieux à végétation arbustive et/ou herbacée (33,5 %), zones agricoles hétérogènes (6,1 %), zones urbanisées (5,1 %), espaces ouverts, sans ou avec peu de végétation (4,9 %), terres arables (4 %), espaces verts artificialisés, non agricoles (1,1 %), zones industrielles ou commerciales et réseaux de communication (0,7 %), prairies (0,5 %).
L'évolution de l’occupation des sols de la commune et de ses infrastructures peut être observée sur les différentes représentations cartographiques du territoire : la carte de Cassini (XVIIIe siècle), la carte d'état-major (1820-1866) et les cartes ou photos aériennes de l'IGN pour la période actuelle (1950 à aujourd'hui).

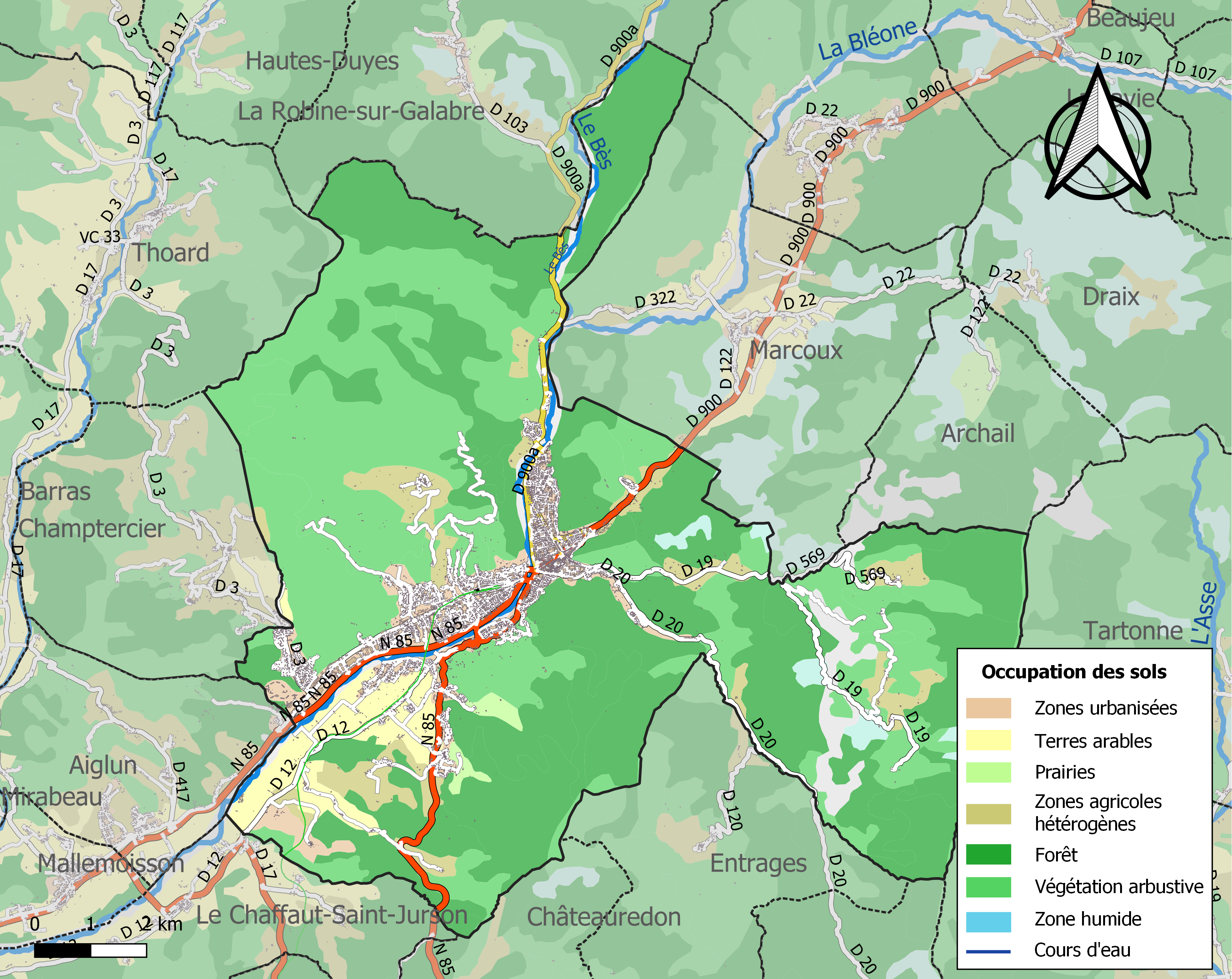
Carte de l'occupation des sols de la commune en 2018 (CLC).
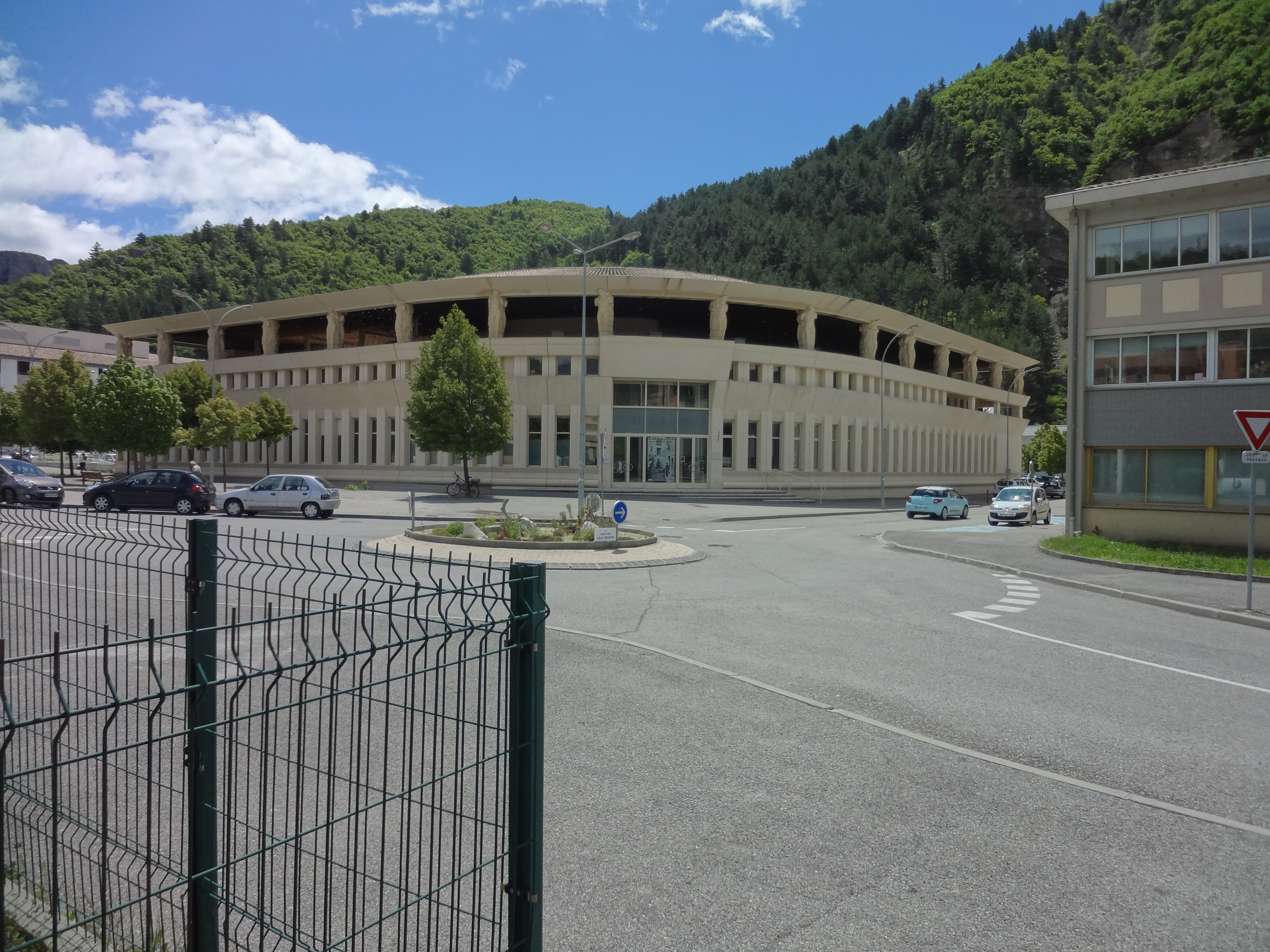
Bâtiment des archives départementales : le toit est supporté par des atlantes.

### Voies de communication et transports

#### Réseau routier
- Transports en Provence-Alpes-Côte d'Azur

#### Réseau ferroviaire

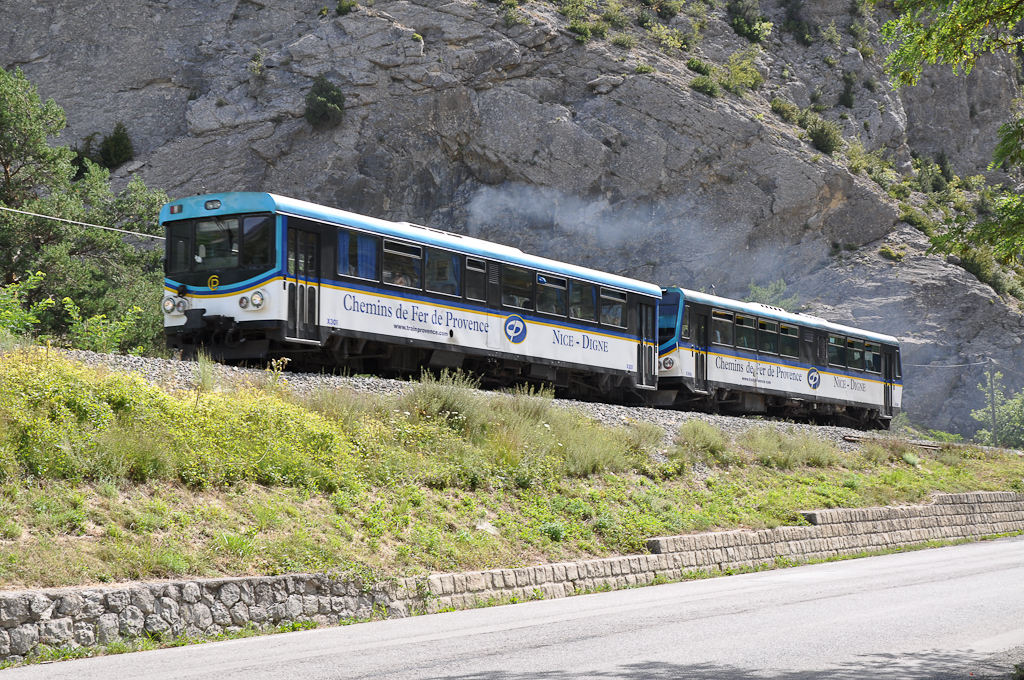
Le train des Pignes.

La ville est reliée quotidiennement avec 3 allers-retours par jour, par les Chemins de fer de Provence via la ligne ferroviaire Nice-Digne. Ligne centenaire à voie métrique, les Chemins de fer de Provence permettent de desservir les villages bas-alpins et de l'arrière-pays niçois de la vallée du Var. De ce fait, elle aide à désenclaver les villages éloignés et à rapprocher les habitants de toute commodité.
La ligne de Saint-Auban à Digne, qui relie Digne au val de Durance, n'est plus circulé depuis 1991, il existe des projets de réactivation.
Gares SNCF en région Provence-Alpes-Côte d'Azur :
- Gare de Marseille-Saint-Charles,
- Gare de Nice-Ville,
- Gare de Toulon.

#### Transports en commun
En 1992, la commune de Digne a mis en place la Régie des Transports Urbains Dignois (RTUD). Équipé initialement de six bus, ce service a augmenté sa flotte de véhicules en 1998 avec l'acquisition de deux bus alimentés au gaz naturel. Depuis le renouvellement des bus a permis d'intégrer des bus hybrides. 
Actuellement, six lignes de bus sont à la disposition des Dignois.
Digne-les-Bains est desservie par la route nationale 85, depuis la vallée de la Durance, jusqu''à Barrême aux portes du Verdon.

#### Transports aériens
En fonction des destinations, plusieurs aéroports (cf. tableau ci-contre) sont accessibles.

#### Ports
- Ports en Provence-Alpes-Côte d'Azur :
  - Port Lympia (port de Nice),
  - Port de Toulon
  - Port de Marseille,
  - Port Hercule (Port de Monaco).

### Risques naturels et technologiques
Aucune des 200 communes du département n'est en zone de risque sismique nul. Les cantons de Digne-les-Bains sont situés en zone 1b (sismicité faible) selon la classification déterministe de 1991, basée sur les séismes historiques, et en zone 4 (risque moyen) selon la classification probabiliste EC8 de 2011. La commune de Digne est également exposée à trois autres risques naturels :
- feu de forêt ;
- inondation (dans la vallée de la Bléone et dans celles de ses affluents) ;
- mouvement de terrain : toute la partie ouest de la commune est concernée par un aléa moyen à fort[29].

La commune de Digne est également exposée à un risque d'origine technologique, celui de transport de matières dangereuses, par rail, route et canalisations. En ce qui concerne la voie ferrée, la ligne de Saint-Auban à Digne est neutralisée et aucun trafic ne l'emprunte ; celle de Nice à Digne n'est empruntée que par des transports de voyageurs. La route nationale 85 et la route départementale RD 900 (ancienne route nationale 100) peuvent être empruntées par les transports routiers de marchandises dangereuses. Enfin, le gazoduc servant à alimenter Digne en gaz naturel constitue un facteur de risque supplémentaire.
Le plan de prévention des risques naturels prévisibles (PPR) de la commune a été approuvé en 2008 pour les risques d'inondation, de mouvement de terrain et de séisme et le Dicrim existe depuis 2009.
La commune a été l'objet de plusieurs arrêtés de catastrophe naturelle : en 1984 pour un tremblement de terre, et de multiples fois pour des inondations, glissements de terrain et coulées de boue, et mouvements de terrain dus à la sécheresse. Mais on peut également citer des inondations catastrophiques antérieures aux arrêtés : celles du Mardaric et des Eaux-Chaudes qui inondent le bourg en 1928, et celle de la Bléone en 1973 qui détruit partiellement le pont[Lequel ?]. Cette destruction est causée par la rupture de l'embâcle créée dans le lit du Bès, qui provoque une onde de submersion. De la même façon, plusieurs glissements de terrain massifs sont entrés dans l'histoire de la commune, comme celui du 24 décembre 1916 qui provoque l'effondrement d'une partie de Courbons, ou celui de 2002-2003 à Villard-des-Dourbes.

#### Sismicité
Les tremblements de terre à Digne ont une longue histoire. Pour ne retenir que ceux d'une intensité macro-sismique ressentie supérieure à V sur l'échelle MSK (dormeurs réveillés, chutes d'objets), on obtient la liste suivante (les intensités indiquées sont celles ressenties dans la commune, l'intensité peut être plus forte à l'épicentre) :
- le séisme du 31 août 1684, d'une intensité ressentie à Digne de V et demi et dont l'épicentre était situé à Digne[38],
- le séisme du 2 décembre 1872, d'une intensité ressentie de V et dont l'épicentre était situé à Digne[39] ;
- le séisme du 20 septembre 1876, d'une intensité ressentie de V et demi et dont l'épicentre était situé à Digne[40] ;
- le séisme du 23 février 1887, d'une intensité ressentie de VII et dont l'épicentre était situé à Bussana Vecchia (Piémont)[41] ;
- le séisme du 27 septembre 1911, d'une intensité ressentie de V et dont l'épicentre était situé à Barrême[42] ;
- le séisme du 16 février 1915, d'une intensité ressentie de V et demi et dont l'épicentre était situé à Digne[43] ;
- le séisme du 19 juin 1984, d'une intensité ressentie de V et dont l'épicentre était situé à Aiglun[44].

### Communes rattachées
Courbons (Corbo, citée au XIIIe siècle mais l'église est citée en 1180) est rattachée à Digne en 1862. Le prieuré Sainte-Eugénie, ancêtre de l'église paroissiale, relevait du chapitre de Digne. Les Juifs installés ici y sont massacrés en 1335. Ses fortifications sont abattues par Lesdiguières au cours des guerres de religion (1590). Elle comptait 80 feux en 1315, 90 en 1471 et 507 habitants en 1765.
Les Dourbes (De Dorbas, citées en 1035) sont rattachées à Digne en 1974, sous forme de commune associée. Le village est situé sur une barre et une motte castrale est élevée au XIe siècle. Il comptait 48 feux en 1315, 12 en 1471 et 249 habitants en 1765, 296 habitants en 1851, 62 en 1982.
Gaubert (Galbertum, citée en 1180) est rattachée à Digne en 1862. L'église paroissiale relevait du chapitre de Digne, qui en percevait la dîme. La place, ligueuse et défendue par Sautaire, est prise par Lavalette en 1591. Elle comptait 63 feux en 1315, 41 en 1471 et 456 habitants en 1765.
Les Sieyes, ou Sieyes tout court (Lascieias, citée au XIIIe siècle) est rattachée à Digne en 1862. Elle comptait 10 feux en 1315, 13 en 1471 et 307 habitants en 1765. Les deux prieurés, Sainte-Madeleine et Saint-Véran, relevaient du chapitre de Digne qui percevaient les dîmes.
Durant la Révolution, ces quatre communes comptent chacune une société patriotique, toutes créées après la fin de 1792.

## Toponymie
En latin, le toponyme Dinia est connu depuis le Ier siècle de notre ère (Ptolémée, Pline l'Ancien).
Ellipse de Dinia (villa). Dinia représente l'anthroponyme latin Din(n)ius,,.
En provençal ou en occitan vivaro-alpin, le nom s'écrit Dinha selon la norme classique et se prononce [ˈdiɲa / ˈdiɲɔ]; il s'écrit aussi Digno selon la norme mistralienne et se prononce [ˈdiɲɔ].
Le nom français traditionnel et usuel est Digne. Le nom de Digne-les-Bains est officialisé le 25 juin 1988, à la suite du décret du 21 juin 1988 paru le 24 juin de la même année au Journal officiel.

## Histoire

### Préhistoire et Antiquité
La présence de trois rivières (la Bléone, le Mardaric et les Eaux-Chaudes) en a fait un endroit idéal pour l'implantation humaine. Avant la conquête romaine, elle est la capitale des Bodiontici (ou Brodiontii) dont le nom est retrouvé sur le trophée des Alpes à La Turbie. La ville devient ensuite une cité romaine nommée Dinia au Ier siècle, puis Digna en 780, et appréciée pour ses eaux thermales[réf. nécessaire].
On retrouve quelques établissements ruraux tout autour de la ville, comme aux Hôtelleries de Gaubert (sud-est de la ville), où le bâtiment fouillé est occupé du début du Ier siècle à la fin du IVe siècle. Dans ce secteur, au pied du Cousson, le sol a été cultivé de façon continue depuis l'Antiquité jusqu'au reboisement récent.

### Moyen Âge
Deux quartiers distincts se forment : le bourg et la cité. Le bourg, site antique, se voit doublé d'un castrum autour du château épiscopal construit sur le Rochas. Ces deux quartiers fonctionnaient comme deux villes indépendantes l'une de l'autre, et ce, dès leur création : le bourg restait sous la tutelle du prévôt du chapitre alors que la cité ou castrum relevait de l'évêque[réf. non conforme]. L'arrivée des Angevins à la tête du comté de Provence en 1246 accélère le processus de récupération des droits comtaux usurpés pendant la période précédente par les seigneurs laïcs ou ecclésiastiques[réf. non conforme].
Le retour du pouvoir comtal dans la cité entraîne une modification dans les rapports entre pouvoirs locaux et communauté : en 1260, la cité de Digne se voit reconnaître le droit de nommer des cominaux, chargés de veiller à la gestion de la ville[réf. non conforme]. Le regroupement des deux sites se fait administrativement en 1385 lors de l'institution de syndics, remplaçant les cominaux, chargés de représenter à la fois la cité et le bourg. L'évolution de l'institution permet d'observer une rationalisation administrative au début du XVe siècle[réf. non conforme].
À partir de 1475, la prédication des franciscains provoque plusieurs émeutes antijuives meurtrières.

### Temps modernes (XVIe,XVIIeetXVIIIesiècles)
Comme le reste de la France, Digne est prise dans les guerres de Religion. En 1562, les huguenots pénètrent dans la cathédrale, lacèrent les tableaux et brisent les statues, retirent les reliques et les font brûler avec les ornements du chœur sur le parvis. La ville est attaquée par les protestants en 1574. En 1575, c'est l'église Saint-Jérôme qui est saccagée. Dans les années suivantes, la ville reste sous pression : en 1579, le capitaine d'Archal occupe les campagnes alentour.
En 1589, à l'avènement d'Henri IV, les ultra-catholiques de la Ligue catholique prennent le pouvoir dans la ville, jusqu'en 1591. Cette année, la ville tombe devant les armées royales de Lesdiguières. La cathédrale, fortifiée par les défenseurs, est attaquée : elle est bombardée avec des catapultes, puis prise d'assaut. C'est aussi pendant cette période que les habitants s'emparent du château des évêques, sur le Rochas, et le détruisent, pour éviter qu'il ne tombe aux mains d'un parti ou de l'autre.
En 1629, lors de la guerre de Succession de Mantoue, la peste est apportée par des troupes qui passent les Alpes. Digne est alors frappée d'une épidémie très violente, d'autant plus que la ville est bloquée par un cordon sanitaire impitoyable. Selon Albert Aubert, dans sa monographie publiée en 1891, la population estimée à 10 000 habitants est réduite à moins de 2 000 survivants, dont cinq ou six seulement n'auraient pas été malades. Selon Biraben, cette estimation est peut-être exagérée, mais il est vrai que Digne n'a jamais dépassé les 5 000 habitants jusqu'au XIXe siècle, y compris en comprenant les faubourgs.

### Révolution française et Premier Empire
La nouvelle de la prise de la Bastille est accueillie favorablement, cet événement annonçant la fin de l'arbitraire royal et, peut-être, des changements plus profonds dans l'organisation de la France. Immédiatement après l'arrivée de la nouvelle, un grand phénomène de peur collective s'empare de la France, par peur du complot des aristocrates désirant recouvrer leurs privilèges. Des rumeurs de troupes en armes dévastant tout sur son passage se propagent à grande vitesse, provoquant des prises d'armes, l'organisation de milices et des violences anti-nobiliaires. Cette Grande Peur, arrivée à Seyne le 31 juillet et appartenant au courant de la « peur du Mâconnais », atteint Digne et sa région le 31 juillet 1789 dans la journée avant de se propager vers Riez où elle arrive dans la journée, Moustiers et Castellane.
La ville est érigée en chef-lieu des Basses-Alpes et de district dès mars 1790, à la création des départements. La société patriotique de Digne est créée en septembre 1790 (deuxième du département par son ancienneté) ; elle s'affilie aux Jacobins en juin 1791, et devient un relais de ce club dans le département, en acceptant les affiliations de nombreux clubs des Basses-Alpes ; elle reçoit aussi la demande d'affiliation de celui de Carpentras. D'abord appelée chambrette bourgeoise, elle prend ensuite le nom de Club patriotique, puis le 9 octobre 1792, de Société des amis de la Constitution, de la Liberté, de l'Égalité. Elle établit un comité de correspondance chargé des relations avec les autres sociétés populaires qui lui sont affiliées le 14 novembre 1792. Les 10 et 11 janvier 1793, le général Peyron effectue une descente depuis Marseille, soutenu par des clubistes marseillais en armes. Il se venge car il n'a pu obtenir le poste de procureur général syndic, deux administrateurs départementaux sont destitués et une amende de 13 000 livres versée au club marseillais.
En 1792-1793, la section de Digne est contrôlée par les fédéralistes. En relation avec la section de Marseille, elle diffuse les idées des Girondins, jusqu'à leur proscription le 31 mai 1793 et l'écrasement de l'insurrection fédéraliste en juillet, qui se traduit par une condamnation à mort à Digne.
Le 5 frimaire an III, le représentant en mission Gauthier épure la société.
Digne accueille la préfecture sous le Consulat. Le préfet Lameth, très populaire (1802–1805), crée une promenade ombragée entre le pré de Foire et les rives de la Bléone, et plante des platanes sur le boulevard Gassendi.

### Époque contemporaine

#### De 1848 à 1939

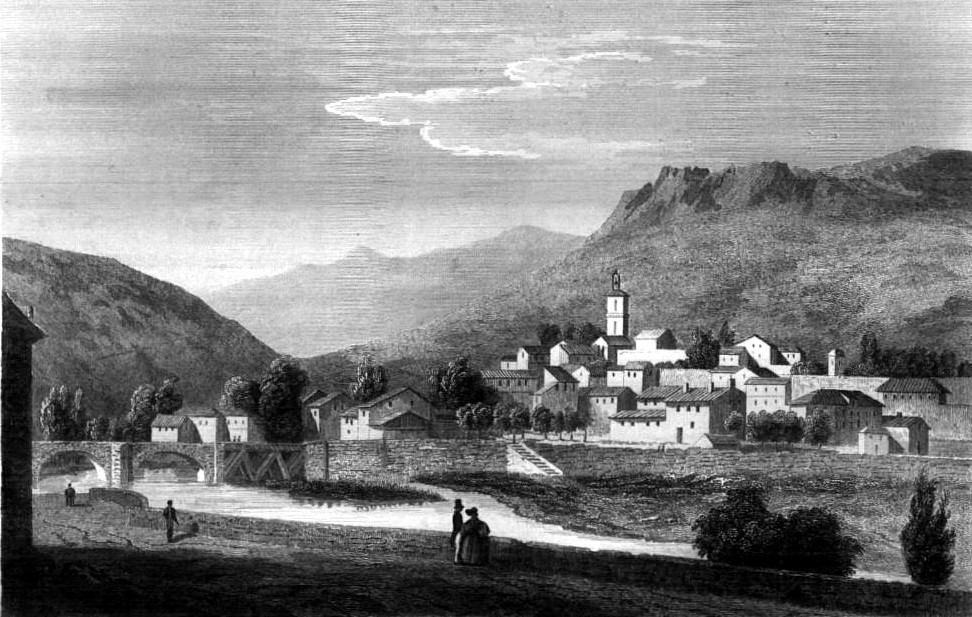
Gravure de Digne-les-Bains en 1838.

En 1851, l'annonce du coup d'État du 2 décembre provoque un soulèvement dans les campagnes, et les paysans installent un gouvernement provisoire à Digne.
Comme de nombreuses communes du département, Digne se dote d'écoles bien avant les lois Jules Ferry. Cependant, aucune instruction n'est donnée aux filles en 1861, alors que la loi Falloux (1851) impose l'ouverture d'une école de filles aux communes de plus de 800 habitants (et que Courbons et Gaubert, petites communes rurales voisines, ont une école de filles). Ce n'est que dans les années 1860 que la municipalité de Digne choisit d'ouvrir une école de filles (à laquelle s'ajoutent les écoles de filles de Gaubert et de Courbons). Ce n'est qu'avec les lois Ferry que toutes les filles de Digne et des villages rattachés sont régulièrement scolarisées.
Vers 1850, commence la fabrication de bijoux incorporant les étoiles de Saint-Vincent, tirées de la colline Saint-Vincent. Une salle leur est consacrée au musée Gassendi.
En 1862, Digne absorbe les communes voisines de Courbons, Gaubert et Les Sieyes. Ces communes rattachées possédaient elles aussi leurs écoles : les trois avaient une école de garçons, Courbons et Gaubert possédant en outre une école de filles. La commune des Dourbes possédait deux écoles de garçons (aux Dourbes et au Villard), et aucune de filles.
Deux cent dix dignois sont morts pour la France durant la Première Guerre mondiale. L'hôpital a pris en charge des soldats blessés par les combats, dont près de soixante-dix, décédés des suites de leurs blessures, sont inhumés au carré militaire du cimetière du bourg. Ce carré comporte aussi le corps de deux soldats morts durant le second conflit mondial.

#### Seconde Guerre mondiale
Les premiers résistants sont un groupe organisé autour de Simone Pellissier qui distribuent le journal Combat, dès 1941. Le 1er mai 1942, elle dépose une gerbe au monument aux morts, au cours d'une manifestation : elle est arrêtée dès le lendemain avec six autres manifestants.
Digne est occupée par l'Italie, puis par l'armée allemande, à la suite de l'invasion de la zone libre, après le débarquement des Alliés en Afrique du Nord le 8 novembre 1942. Trente-quatre juifs sont arrêtés à Digne avant d'être déportés.
Avec la dissolution de l'armée d'armistice, le commandant Chaumont du 20e bataillon de chasseurs alpins commence à structurer l'Organisation de résistance de l'armée locale (ORA).

##### Les opérations de Libération
Le 16 août 1944, la ville est bombardée par des P-47 Thunderbolt, qui ont décollé d'un terrain proche de Bastia en Corse. Leur objectif est le Grand Pont sur la Bléone mais une seule bombe l'atteint, n'entravant que pour quelques heures le passage des véhicules. Plusieurs immeubles sont endommagés. Le bombardement fait vingt-quatre victimes civiles et 2 tués Allemands (25 au total selon Jean Garcin).
La ville est libérée le 19 août 1944 par la Task Force Butler, détachement motorisé composé d'éléments blindés, d'infanterie et d'artillerie provenant des 36e division d'infanterie du Texas et 45e division d'infanterie, aidée des forces de la résistance intérieure française.
La libération de Digne s'inscrit dans un mouvement de contournement de la vallée du Rhône, à travers les Alpes, par la route Napoléon, confié à la Task Force Butler et qui vise à couper la retraite à l'armée allemande stationnée en Provence. À Aspres-sur-Buech, la colonne fait mouvement vers l'ouest, en direction du Rhône et de Crest (bataille de Montélimar). Les combats font dans la journée six tués et onze blessés du côté allié et au moins 21 tués du côté allemand. Les soldats allemands tombés durant les combats pour la libération de Digne-les-Bains ont été enterrés au carré militaire allemand du cimetière du bourg, auprès des autres soldats tués durant l'Occupation, au cours de différents combats contre les forces de la Résistance. En mars 1958, leurs corps sont exhumés et transférés au cimetière militaire allemand de Dagneux (Ain).
Immédiatement après la Libération, l'épuration commence. Des exécutions après procès expéditifs (avec juge mais sans avocats) ont lieu.
Le camp de prisonniers de guerre allemands compte jusqu'à 2 700 prisonniers. L'un d'eux participe à l'expédition de sauvetage après la double catastrophe aérienne de la montagne du Cheval Blanc en 1948.

##### La fin de la guerre
À partir du début de l'année 1945, de nouveaux convois de troupes passent par la ville en direction de la poche de résistance allemande de l'Ubaye.

#### Depuis 1945
En 1974, la commune voisine des Dourbes est rattachée à Digne.

### De 1945 au débutXXIesiècle
La commune change de nom pour Digne-les-Bains en 1988.
De nos jours, la ville de Digne-les-Bains continue de s'étendre, principalement le long des rives de la Bléone. Elle forme avec Entrages, Marcoux, La Robine-sur-Galabre, et Mézel, la communauté de communes des Trois-Vallées (CC3V).
La cité du Pigeonnier est incluse au sein d'un quartier prioritaire de la politique de la ville tandis que la cité de Barbejas fut une zone urbaine sensible avant 2015.

## Politique et administration

### Tendances politiques et résultats

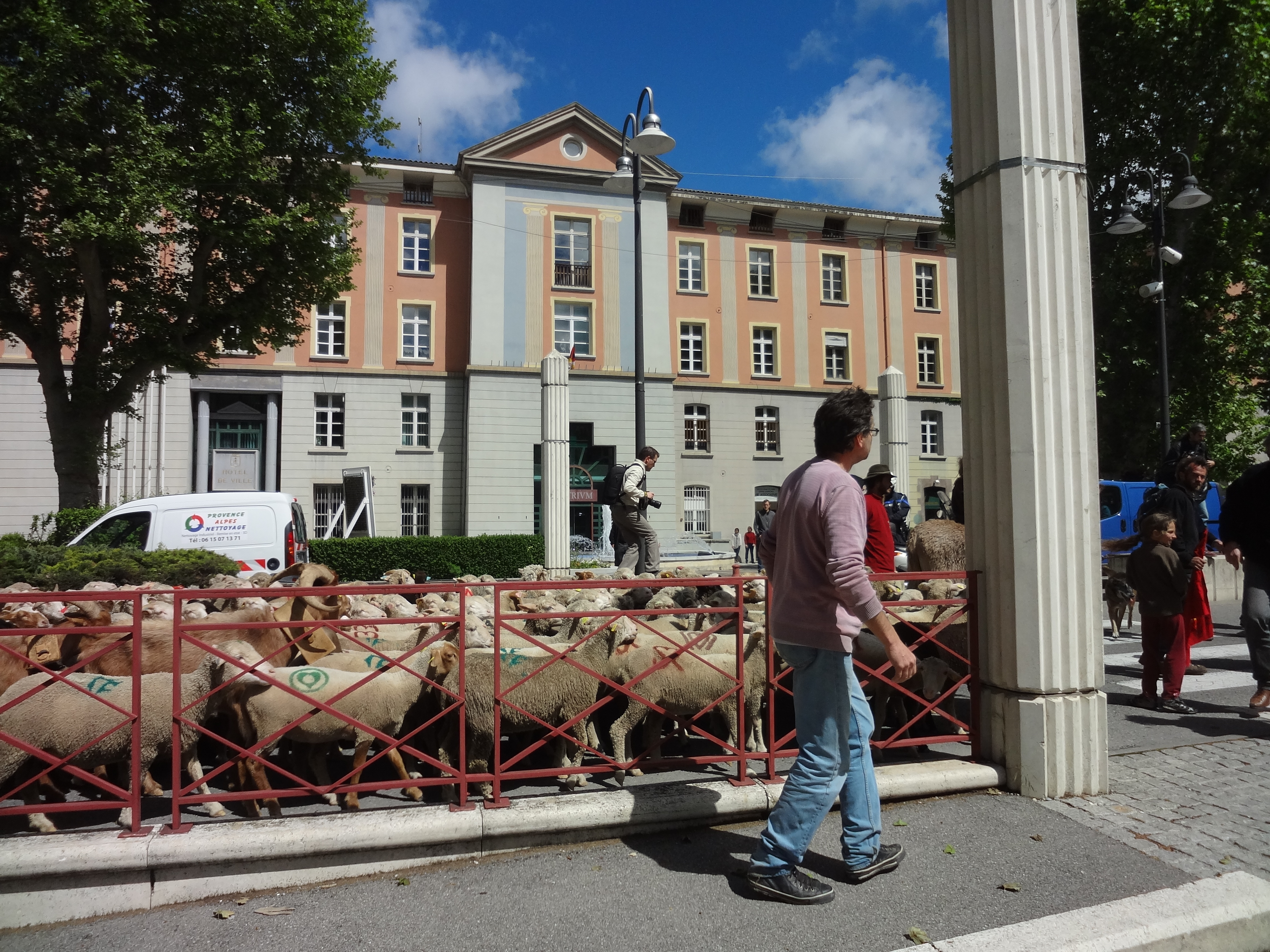
L'hôtel de ville, dans l'ancienne caserne Desmichel.

Voici les résultats du 2d tour de l'élection présidentielle à Digne-les-Bains : Emmanuel Macron (En Marche!) arrive en tête du scrutin, avec 62,22 % des suffrages exprimés. En seconde position, Marine Le Pen (FN) recueille quant à elle 37,78 % des voix.
On observe un vote blanc à hauteur de 6,71 % chez les votants.

#### Récapitulatif de résultats électoraux récents
| Scrutin             | 1er tour | 1er tour | 1er tour | 1er tour | 1er tour | 1er tour | 1er tour | 1er tour | 1er tour | 1er tour | 1er tour | 1er tour | 2d tour     | 2d tour     | 2d tour     | 2d tour     | 2d tour     | 2d tour     | 2d tour     | 2d tour     | 2d tour     |
| Scrutin             | 1er      | 1er      | %        | 2e       | 2e       | %        | 3e       | 3e       | %        | 4e       | 4e       | %        | 1er         | 1er         | %           | 2e          | 2e          | %           | 3e          | 3e          | %           |
| ------------------- | -------- | -------- | -------- | -------- | -------- | -------- | -------- | -------- | -------- | -------- | -------- | -------- | ----------- | ----------- | ----------- | ----------- | ----------- | ----------- | ----------- | ----------- | ----------- |
| Municipales 2014    |          | FN       | 27,68    |          | DVG      | 26,07    |          | DVG      | 20,35    |          | UMP      | 16,54    |             | DVG         | 46,98       |             | FN          | 33,39       |             | UMP         | 19,61       |
| Européennes 2014    |          | FN       | 25,59    |          | UMP      | 19,73    |          | PS       | 16,14    |          | EELV     | 11,30    | Tour unique | Tour unique | Tour unique | Tour unique | Tour unique | Tour unique | Tour unique | Tour unique | Tour unique |
| Régionales 2015     |          | FN       | 32,54    |          | PS       | 31,62    |          | UMP      | 18,70    |          | EELV     | 8,16     |             | UMP         | 60,02       |             | FN          | 39,98       | Pas de 3e   | Pas de 3e   | Pas de 3e   |
| Présidentielle 2017 |          | FN       | 22,14    |          | EM       | 21,91    |          | LFI      | 21,43    |          | LR       | 18,25    |             | LREM        | 62,22       |             | FN          | 37,78       | Pas de 3e   | Pas de 3e   | Pas de 3e   |
| Législatives 2017   |          | EM       | 32,88    |          | FN       | 13,44    |          | FI       | 12,57    |          | PCF      | 7,38     |             | LREM        | 66,34       |             | FN          | 33,66       | Pas de 3e   | Pas de 3e   | Pas de 3e   |
| Européennes 2019    |          | RN       | 24,76    |          | LREM     | 20,32    |          | EELV     | 15,08    |          | FI       | 7,47     | Tour unique | Tour unique | Tour unique | Tour unique | Tour unique | Tour unique | Tour unique | Tour unique | Tour unique |

### Liste des maires
En février 2021, le tribunal administratif de Marseille annonce l'annulation du scrutin de Digne-les-Bains, suivant sans surprise les conclusions du rapporteur public. La maire sortante Patricia Granet-Brunello (DVC) fait part de son intention de faire appel.
Le 20 octobre 2021, le Conseil d'État confirme l'annulation de l'élection municipale de juin 2020 qui avait vu la maire sortante, Patricia Granet-Brunello, devancer son principal adversaire Gilles Chalvet de 3 voix.

### Circonscriptions électorales

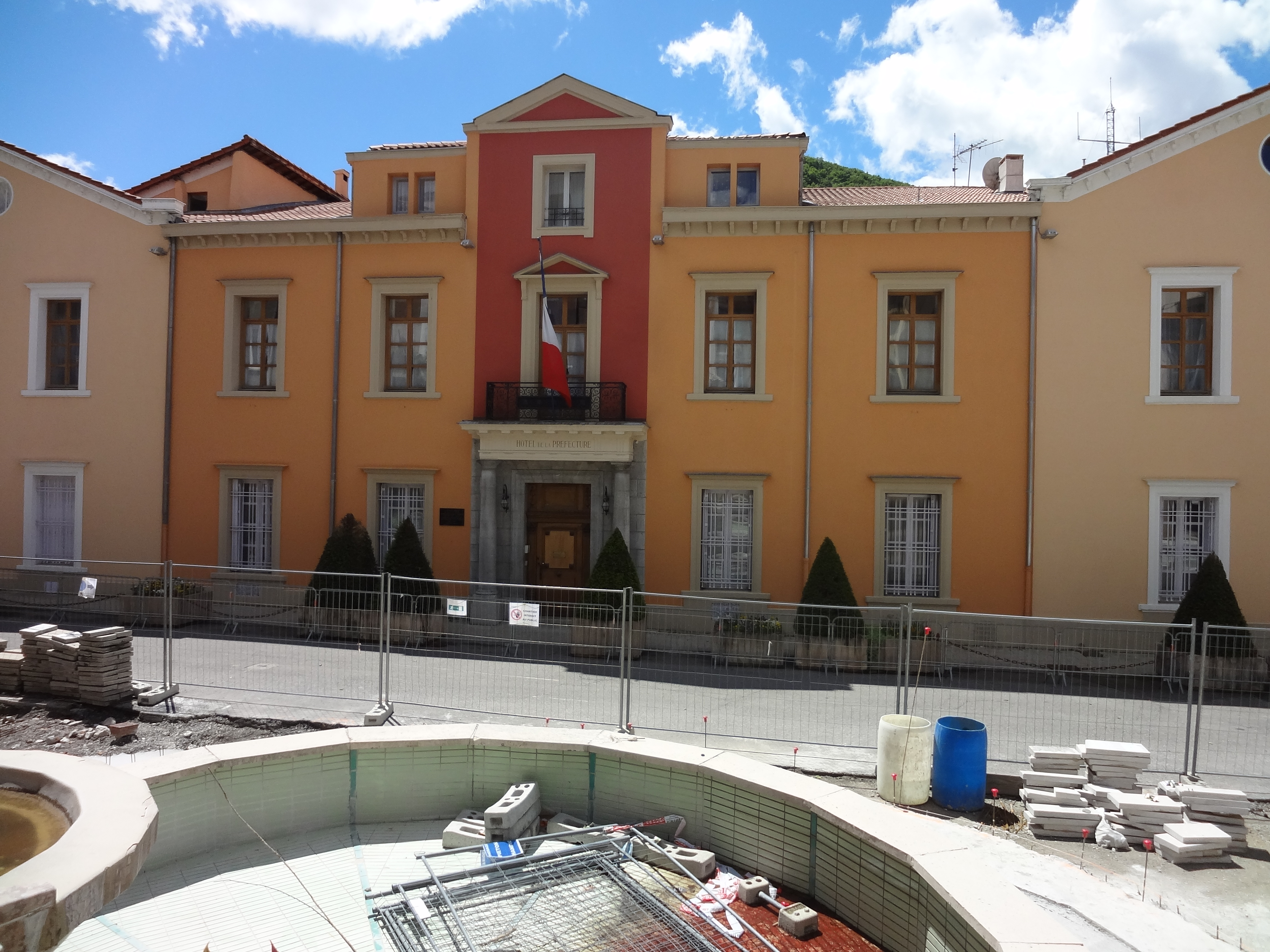
Préfecture.

Digne-les-Bains est divisée en deux cantons. Les conseillers départementaux élus en 2015 sont :

### Intercommunalité
Digne-les-Bains fait partie :
- de 2002 à 2013, de la communauté de communes des Trois Vallées ;
- de 2013 à 2017, de la communauté de communes Asse Bléone Verdon ;
- à partir du 1er janvier 2017, de la communauté d'agglomération Provence-Alpes dont elle sera le siège.

### Politique environnementale
La ville a été récompensée par trois fleurs au palmarès 2007 du concours des villes et villages fleuris.
La ville dispose d'une station d'épuration de 35 000 Équivalents-habitants

## Population et société

### Démographie
L'évolution du nombre d'habitants est connue à travers les recensements de la population effectués dans la commune depuis 1716. Pour les communes de plus de 10 000 habitants les recensements ont lieu chaque année à la suite d'une enquête par sondage auprès d'un échantillon d'adresses représentant 8 % de leurs logements, contrairement aux autres communes qui ont un recensement réel tous les cinq ans,.

En 2022, la commune comptait 17 694 habitants, en évolution de +9,32 % par rapport à 2016 (Alpes-de-Haute-Provence : +2,84 %, France hors Mayotte : +2,11 %).
| 1716  | 1765  | 1793  | 1806  | 1821  | 1831  | 1836  | 1841  | 1846  |
| ----- | ----- | ----- | ----- | ----- | ----- | ----- | ----- | ----- |
| 2 890 | 3 204 | 3 180 | 3 362 | 3 621 | 3 932 | 6 365 | 4 572 | 4 942 |

| 1851  | 1856  | 1861  | 1866  | 1872  | 1876  | 1881  | 1886  | 1891  |
| ----- | ----- | ----- | ----- | ----- | ----- | ----- | ----- | ----- |
| 4 781 | 5 421 | 6 485 | 7 002 | 6 877 | 7 222 | 6 771 | 7 083 | 7 261 |

| 1896  | 1901  | 1906  | 1911  | 1921  | 1926  | 1931  | 1936  | 1946  |
| ----- | ----- | ----- | ----- | ----- | ----- | ----- | ----- | ----- |
| 7 276 | 7 238 | 7 456 | 7 317 | 6 302 | 6 737 | 7 051 | 7 623 | 9 342 |

| 1954   | 1962   | 1968   | 1975   | 1982   | 1990   | 1999   | 2006   | 2011   |
| ------ | ------ | ------ | ------ | ------ | ------ | ------ | ------ | ------ |
| 10 436 | 12 460 | 14 661 | 15 416 | 15 149 | 16 087 | 16 064 | 17 868 | 16 886 |

| 2016   | 2021   | 2022   | - | - | - | - | - | - |
| ------ | ------ | ------ | - | - | - | - | - | - |
| 16 186 | 17 192 | 17 694 | - | - | - | - | - | - |

| 1471     | 1716       |
| -------- | ---------- |
| 200 feux | 2 890 feux |

### Superficie et population
La ville de Digne-les-Bains a une superficie de 117,07 km2 et une population de 17 268 habitants, ce qui la classe :
| Rang                              | Population | Superficie | Densité |
| --------------------------------- | ---------- | ---------- | ------- |
| France                            | 553e       | 147e       | 5414e   |
| Provence-Alpes-Côte d'Azur        | 43e        | 19e        | 220e    |
| Alpes-de-Haute-Provence           | 2e         | 8e         | 6e      |
| Arrondissement de Digne-les-Bains | 1re        | 3e         | 2e      |

### Enseignement
Siège de la préfecture, et de l'inspection académique des Alpes-de-Haute-Provence, la ville de Digne est également dotée des principaux établissements d'enseignement du département :

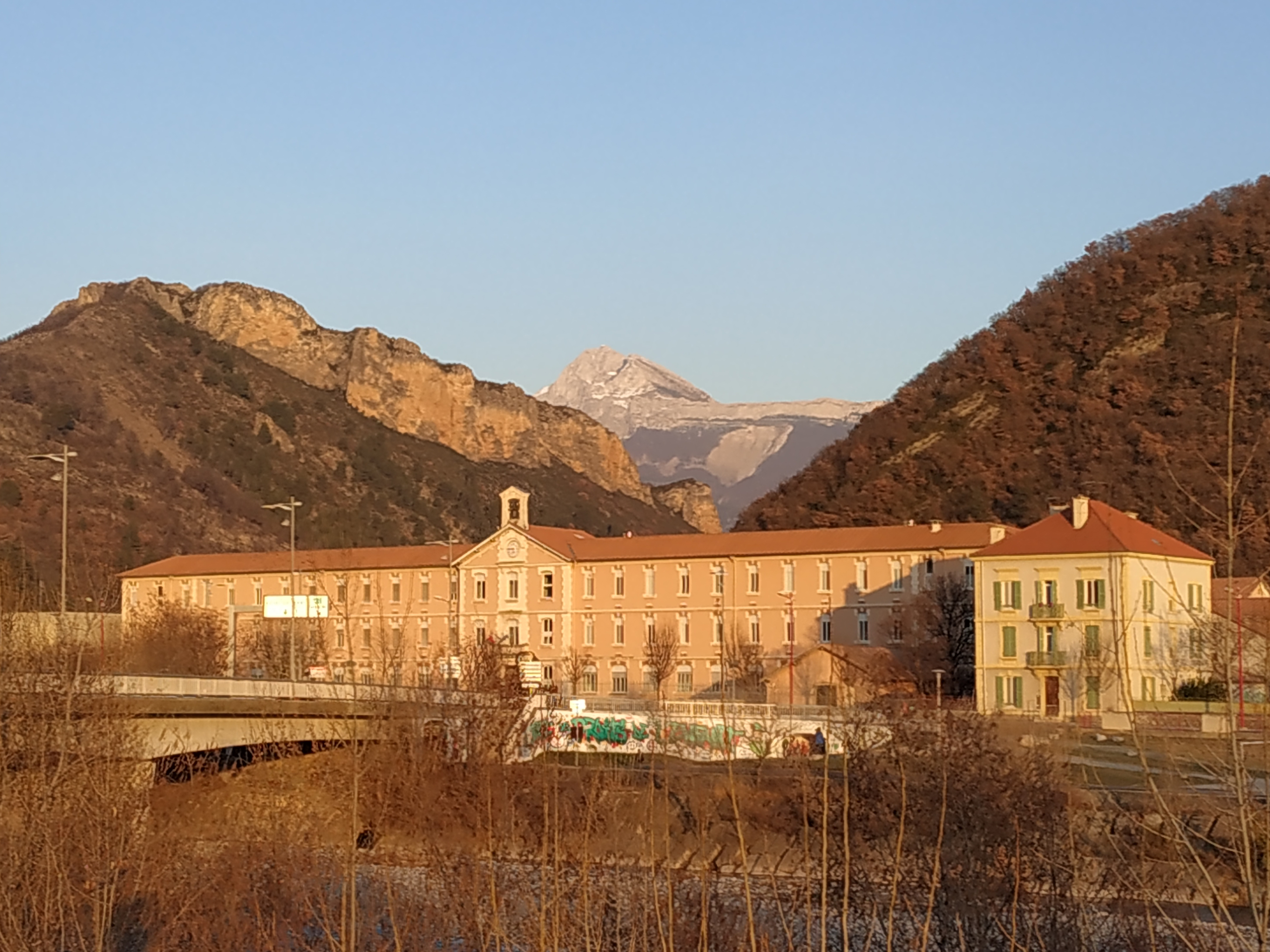
Le collège Gassendi.

- Onze écoles primaires publiques : Les Ferréols, Les Sieyes, Les Arches, Le Moulin, Le Pigeonnier, Plan de Gaubert, Joseph Reinach, La Sèbe, Les Augiers, Paul Martin, Beausoleil ; et une école primaire privée : Le Sacré-Cœur (sous contrat et dont les professeurs sont salariés de l'Éducation nationale) ;
- les collèges Maria-Borrély[100] et Pierre-Gassendi[101] (ce dernier date de 1887) ; et le collège privé sous contrat « le sacré cœur » ;
- trois lycées, dont le lycée professionnel Beau-de-Rochas[102], le lycée général Pierre-Gilles-de-Gennes, le lycée privé Sacré-Cœur et le lycée polyvalent Alexandra-David-Néel[103], qui propose également deux BTS et une formation complémentaire d'initiative locale. En 2016, le lycée Alexandra-David-Néel se classe 1er sur 8 au niveau départemental quant à la qualité d'enseignement, et 632e au niveau national[104] ;
- un Institut universitaire de technologie, ouvert à la rentrée 2001[105], qui dispense des enseignements en agronomie, DUT génie de l'environnement, DUT gestion administrative et commerciale, DUT qualité logistique industrielle et organisation, licence professionnelle tourisme durable, licence professionnelle géomatique[106] ;
- une École supérieure du professorat et de l'éducation (ESPE).

Un IFSI (Institut de Formation en Soins Infirmiers)
° Une Prépa d'arts plastiques publique (IDBL).

### Sports
Digne-les-Bains est élue Ville la plus sportive de France parmi les villes de moins de 20 000 habitants en 2006, par le quotidien L'Équipe.
La ville possède plusieurs structures sportives, libres d'accès ou réservées aux nombreux clubs sportifs et scolaires, des gymnases, un stade, un centre équestre, un golf, et une piscine publique. Elle est l'une des rares villes françaises à proposer un accès libre et gratuit à des courts de tennis.
À la demande du Conseil communal jeune, un skatepark a été rénové ; il est en libre accès.
- Le CA Digne a évolué trois ans entre 1982 et 1984 en Championnat de France de Troisième Division de football.

### Santé
- Professionnels et établissements de santé[107] :

Centre hospitalier de Dignes-les-Bains.
Les hôpitaux de la ville disposent de 480 lits,.
Une maison de santé de Digne-les-Bains, portée par l'association « Groupement pluridisciplinaire de professionnels de santé de Digne-les-Bains ».
La ville dispose de nombreux professionnels de santé : médecins, chirurgiens dentistes, infirmiers, cabinets de kinésithérapeute, pharmacies...

### Ville de garnison
Les unités suivantes ont tenu garnison à Digne :
- 22e régiment d'infanterie légère (un bataillon, au milieu du XIXe siècle) ;
- 3e régiment d'infanterie.

Actuellement, plusieurs unités de gendarmerie sont basées à Digne-les-Bains. Outre la brigade chef-lieu de communauté, on compte une brigade motorisée, un peloton de surveillance et d'intervention (PSIG) et un escadron de gendarmerie mobile.

### Cultes
Pour le culte catholique, la ville est le siège de l'évêché départemental, et donc du Diocèse de Digne, Riez et Sisteron. L'évêque est Monseigneur Emmanuel Gobilliard. Il a été nommé par le pape François le 15 octobre 2022. Il a été installé évêque de Digne, Riez et Sisteron le 11 décembre de la même année. Les fidèles du culte catholique disposent de deux lieux de messes : Notre-Dame-du-Bourg, Saint-Jérôme.
Les membres du culte musulman disposent également de leur lieu de culte, ainsi que les protestants, les évangélistes, et les Témoins de Jéhovah.

### Édifices religieux

#### Catholique
- Cathédrale Notre-Dame-du-Bourg, rue du Prévôt.
- Cathédrale Saint-Jérôme, rue Juiverie.
- Église Notre-Dame-de-Lourdes au Bourg.
- Église Saint-Vincent-Saint-Domin, avenue Georges Pompidou aux Sieyès.
- Église Notre-Dame-des-Anges de Courbons.
- Clocher médiéval de l'ancienne église de Courbons.
- Église Saint-Genest, route des Dourbes aux Dourbes.
- Église Saint-Étienne de Gaubert.
- Église des Arches, rue Henri Arnoud aux Arches.
- Église Sainte-Marie-Madeleine, chemin du hameau des Hautes Sieyès.
- Église Saint-Véran, chemin du Hameau des Hautes Sieyès de Saint-Véran.

#### Chapelles
- Chapelle de l'ancien hôpital, chemin de Bonnette.
- Chapelle des Pénitents Bleus, Cours du Tribunal.
- Chapelle Saint-Gilles, boulevard des Fontaines.
- Chapelle Saint-Jean Chrysostome, rue du Prévôt.
- Chapelle de la Sainte Enfance, au Bourg.
- Chapelle Saint-Esprit, boulevard Thiers.
- Chapelle aux Sieyès, chemin des Rouquets.
- Chapelle aux Épinettes, rue Pierre Magnan.
- Chapelle Saint Martin de Tours de la Maison d'Enfants, avenue du Maréchal Leclerc.
- Chapelle ronde de la maison de retraite Notre-Dame-du-Bourg, Avenue du maréchal Leclerc.
- Chapelle du collège privé le Sacré-Cœur, Avenue des Thermes.
- Chapelle Saint-Domin, Mont Saint-Lazare.

#### Chapelles rurales
- Chapelle Saint-Pancrace.
- Chapelle Saint-Vincent au Bourg.
- Chapelle Saint-Pierre de courbons.
- Chapelle Saint-Jean dit Le Villard, route du Villard des Dourbes.
- Chapelle Saint-Sébastien, chemin du Village de Gaubert.
- Chapelle Saint-Jean-Baptiste, les Hôtelleries.
- Chapelle la Croix au Bourg (en ruines).
- Chapelle Saint-Pons, route d'Entrages (en ruines).
- Chapelle de l'assemption de la Sainte-Vierge Lieu dit La Molière.
- Chapelle Saint-Jean-Baptiste.

#### Protestant/évangélique
- Temple réformé, boulevard Gassendi.
- Église évangélique, avenue Henri Jaubert.
- Église évangélique Le Chemin, boulevard Victor Hugo.
- Église évangélique adventiste, avenue des Charrois.

### Médias

#### Presse locale
- La Provence est le journal régional de la région provençale. Son siège social est à Marseille et publie une édition consacrée aux Alpes-de-Haute-Provence.
- Le Dauphiné libéré est le journal régional des Alpes et de la Savoie. Il est distribué dans le département.
- La Marseillaise, un journal à tendance communiste marseillais, est aussi proposé à Digne-les-Bains.

#### Radios
- 88.3 Chérie FM
- 88.8 Durance FM : radio locale commerciale appartenant au groupe lyonnais Espace Group depuis 2016[118]. Ses studios sont à Reillanne.
- 90.2 Virgin Radio
- 90.6 France Culture
- 91.1 Skyrock
- 91.5 Alpes 1 : radio locale commerciale appartenant à Espace Group. Ses studios se trouvent à Gap.
- 92.0 RCF Alpes-Provence : radio appartenant au Diocèse de Gap[119]. Il existe un studio local à Digne-les-Bains.
- 92.9 RTL2
- 95.0 Fun Radio
- 95.6 Radio Zinzine : radio associative émettant sur une large couverture des Alpes du Sud. Elle est une radio militante, notamment pour la défense de l'environnement.
- 96.7 Europe 1
- 97.1 NRJ
- 98.1 France Musique
- 99.3 Fréquence Mistral : radio associative basée à Sisteron mais qui possède une station locale à Digne-les-Bains[120].
- 99.9 France Inter
- 100.3 Radio Star : radio régionale basée à Plan-de-Cuques, près de Marseille (92.3 FM). Elle émet également dans le département à Sisteron (100.2 FM) et à Manosque (93.7 FM) mais aussi sur Orange (87.8 FM), Aubagne (92.2 FM), Toulon (90.2 FM)[121] et Saint-Jean-Cap-Ferrat (92.4 FM).
- 101.6 France Bleu Provence : radio locale publique de Marseille.
- 102.2 Rire et Chansons
- 102.8 RTL
- 103.3 Nostalgie
- 105.8 RMC
- 106.4 RFM
- 106.8 France Info

#### Télévision
- France 3 Provence-Alpes est diffusée à Digne-les-Bains. Un bureau permanent est situé 13 boulevard Victor Hugo.
- BFM DICI Alpes du Sud (anciennement D!CI TV) est une chaîne locale privée basée à Chorges et détenue par Altice Média. Ses programmes sont proposés via la TNT pour les Alpes du Sud et partout en France via Fransat par satellite et quelques opérateurs par ADSL.

Digne-les-Bains est desservie par 2 sites d'émission :
- 2 émetteurs sont situés sur le Haut Saumon, au Nord de Digne. L'un est détenu par Towercast et émet tous les multiplexes. L'autre est détenu par TDF et émet la chaîne BFM DICI sur le simplex R15.
- 2 émetteurs sont situés aux Fourches, au sud de Digne. L'un, détenu par TDF, diffuse les multiplexes R2, R3, R4 et R15 (D!CI TV). L'autre, détenu par Towercast, émet les autres multiplexes (à savoir les R1, R6 et R7).

(Source : Emetteurs TNT dans les Alpes-de-Haute-Provence sur le forum de tvnt.net)

## Économie

### Revenus de la population et fiscalité
| Taxe                                                | Part communale | Part intercommunale | Part départementale | Part régionale |
| --------------------------------------------------- | -------------- | ------------------- | ------------------- | -------------- |
| Taxe d'habitation (TH)                              | 21,60 %        | 0,00 %              | 5,53 %              | 0,00 %         |
| Taxe foncière sur les propriétés bâties (TFPB)      | 44,68 %        | 0,00 %              | 14,49 %             | 2,36 %         |
| Taxe foncière sur les propriétés non bâties (TFPNB) | 81,75 %        | 0,00 %              | 47,16 %             | 8,85 %         |
| Taxe professionnelle (TP)                           | 0,00 %*        | 37,01 %             | 0,00 %              | 0,00 %         |

### Budget et fiscalité 2017
En 2017, le budget de la commune était constitué ainsi :
- total des produits de fonctionnement : 24 201 000 €, soit 1 413 € par habitant ;
- total des charges de fonctionnement : 21 937 000 €, soit 1 280 € par habitant ;
- total des ressources d'investissement : 6 066 000 €, soit 354 € par habitant ;
- total des emplois d'investissement : 6 901 000 €, soit 403 € par habitant.
- endettement : 34 959 000 €, soit 2 040 € par habitant.

Avec les taux de fiscalité suivants :
- taxe d'habitation : 21,65 % ;
- taxe foncière sur les propriétés bâties : 44,42 % ;
- taxe foncière sur les propriétés non bâties : 79,23 % ;
- taxe additionnelle à la taxe foncière sur les propriétés non bâties : 0,00 % ;
- cotisation foncière des entreprises : 0,00 %.

Chiffres clés Revenus et pauvreté des ménages en 2015 : Médiane en 2015 du revenu disponible, par unité de consommation : 19 347 €.

### Emploi
En 2009, la population active s'élevait à 7 377 personnes, dont 911 chômeurs (968 fin 2011). Ces travailleurs sont majoritairement salariés (88 %) et travaillent majoritairement dans la commune (83 %).

### Agriculture
Fin 2010, le secteur primaire (agriculture, sylviculture, pêche) comptait 56 établissements actifs au sens de l'Insee (exploitants non professionnels inclus) et 165 emplois salariés.
Le nombre d'exploitations professionnelles, selon l'enquête Agreste du ministère de l'Agriculture, est de 37 en 2010. Il était de 44 en 2000, de 106 en 1988. Actuellement, ces exploitants sont essentiellement tournés vers l'élevage ovin et bovin. De 1988 à 2000, la surface agricole utile (SAU) a fortement augmenté, de 1 002 ha à 2 902 ha. La SAU a légèrement progressé lors de la dernière décennie, à 2 989 ha.
L'activité agricole des communes environnantes permet l'existence d'Alp'Agri, négociant agricole, avec 30 salariés.
La vigne était cultivée pour le vin jusque dans les années 1950, avec pour débouché la consommation locale dignoise. Cette culture a fortement régressé pour n'occuper plus que quelques hectares en 2005.
Les oliveraies de la commune peuvent revendiquer l'appellation Huile d'olive de Provence AOC.

### Entreprises et commerces

#### Industrie
Fin 2010, le secteur secondaire (industrie et construction) comptait 176 établissements, employant 377 salariés, aucun établissement ne dépassant les 50 salariés.
Les anciennes mines des préalpes de Digne - Sisteron. Les mines de plomb argentifère de la Clue de Barle : Les Mines polymétalliques.

#### Commerces
Deux marchés provençaux se tiennent à Digne chaque semaine, le marché du mercredi et celui du samedi.

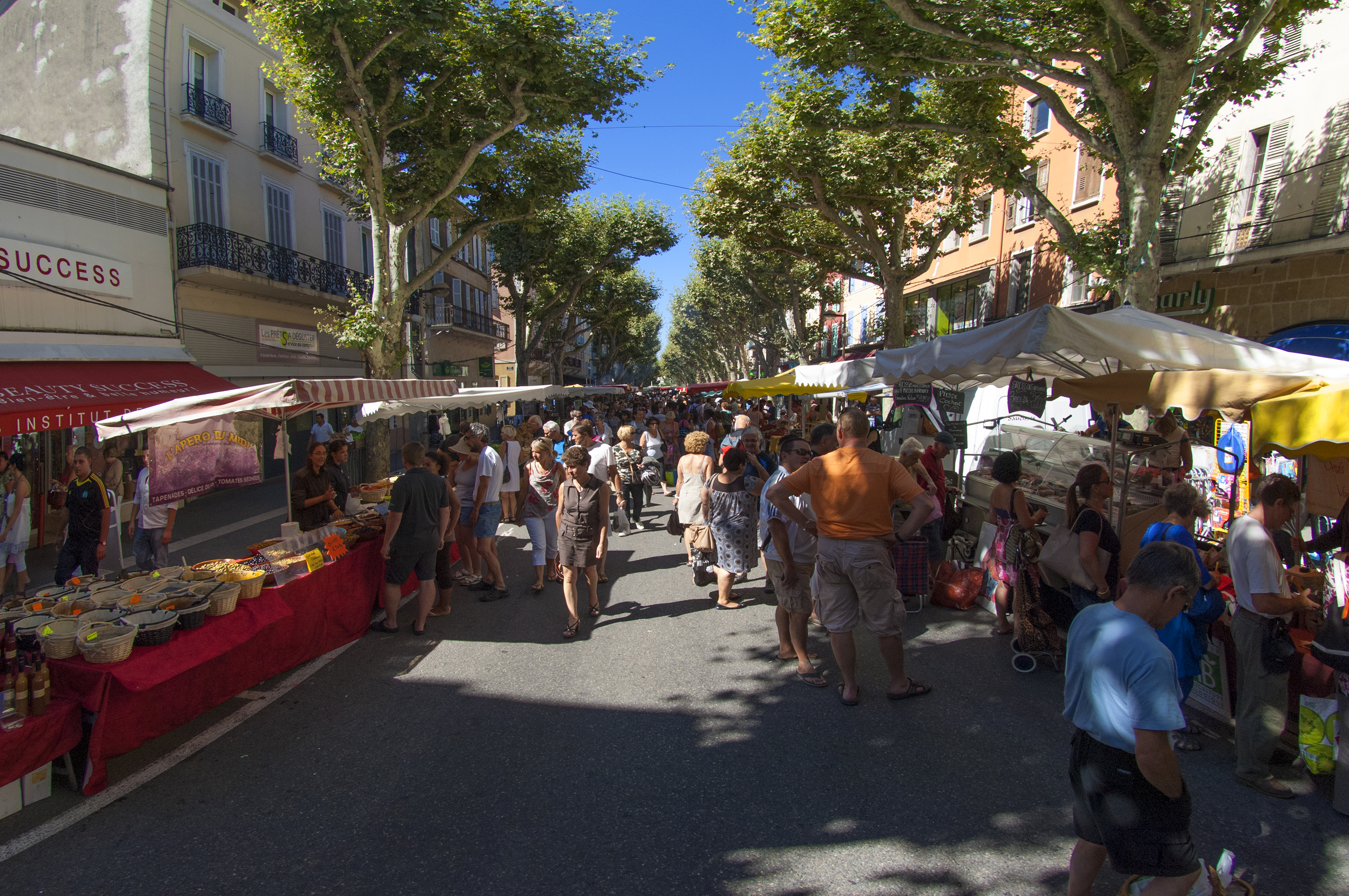
Marché provençal sur le Boulevard Gassendi.
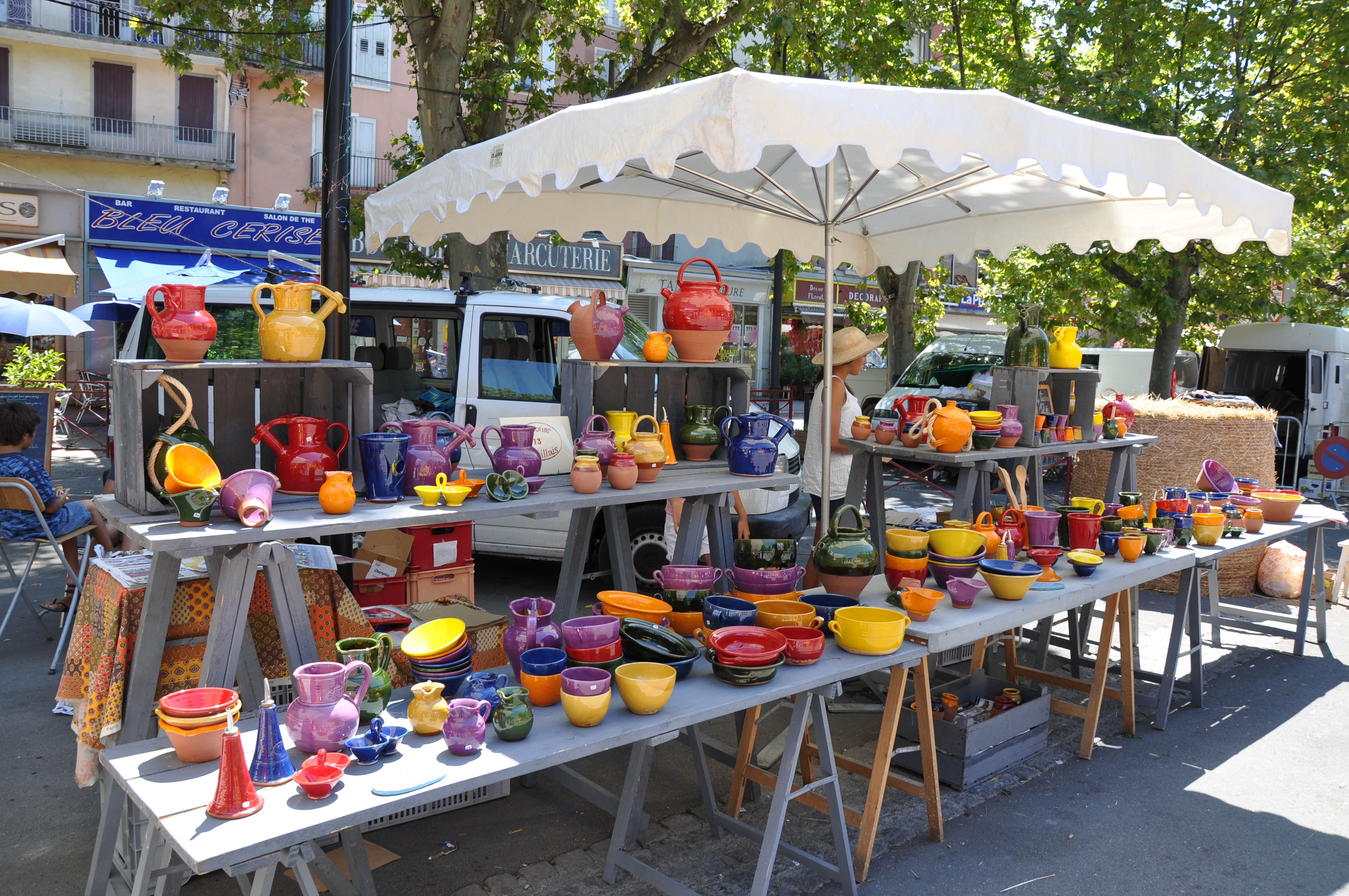
Poterie provençale.
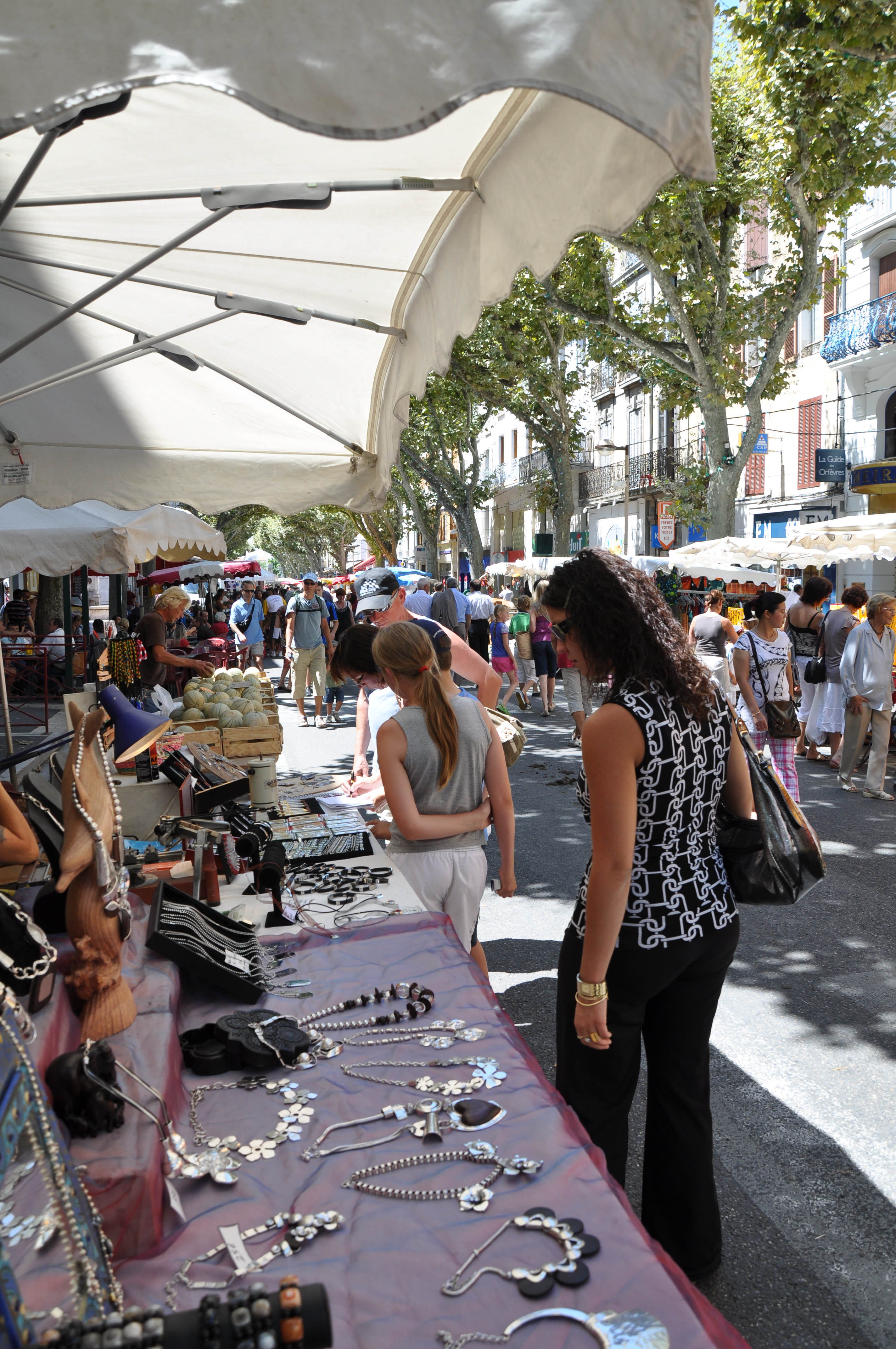
Artisanat d'art.
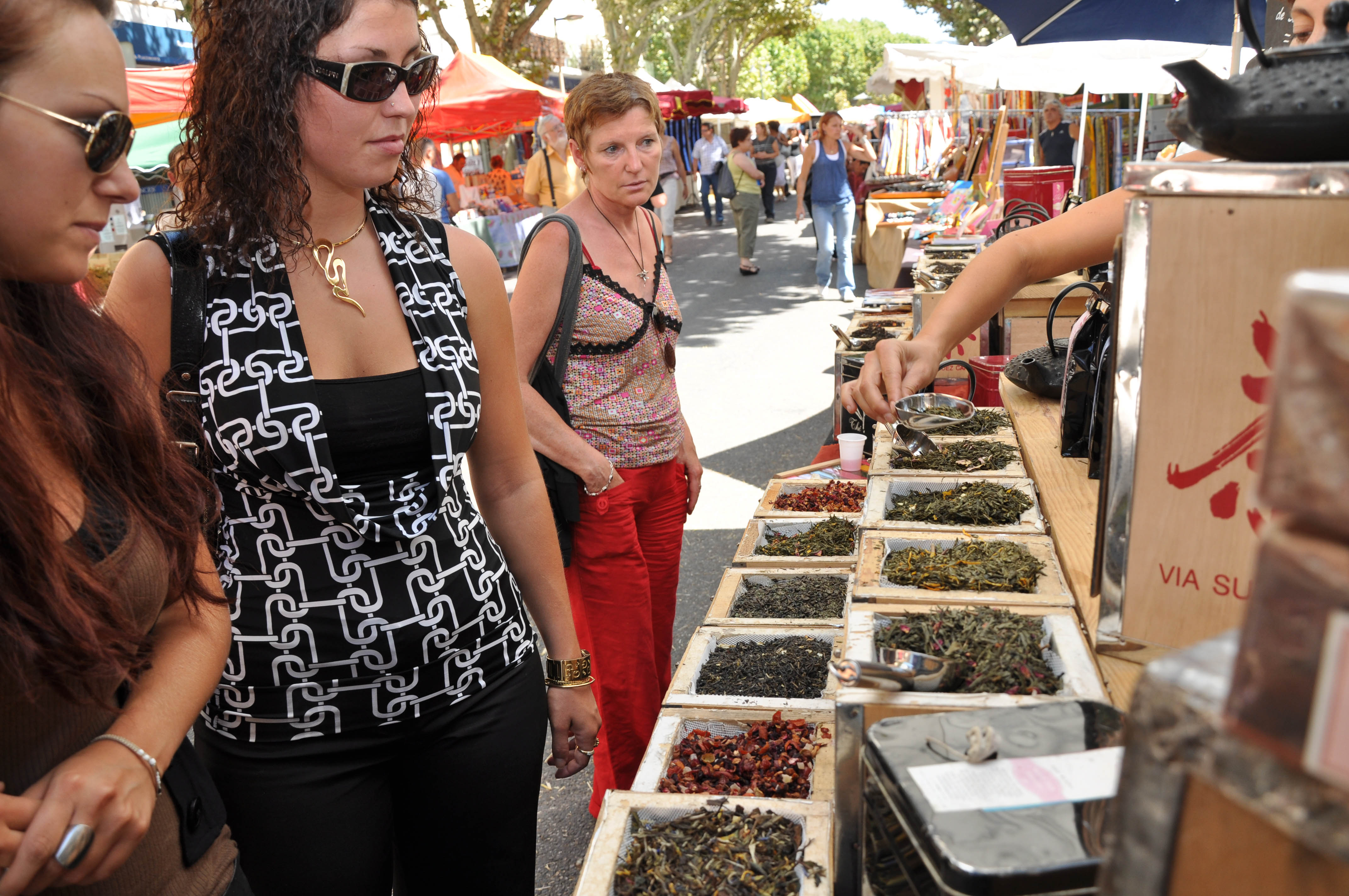
Stand de thés.
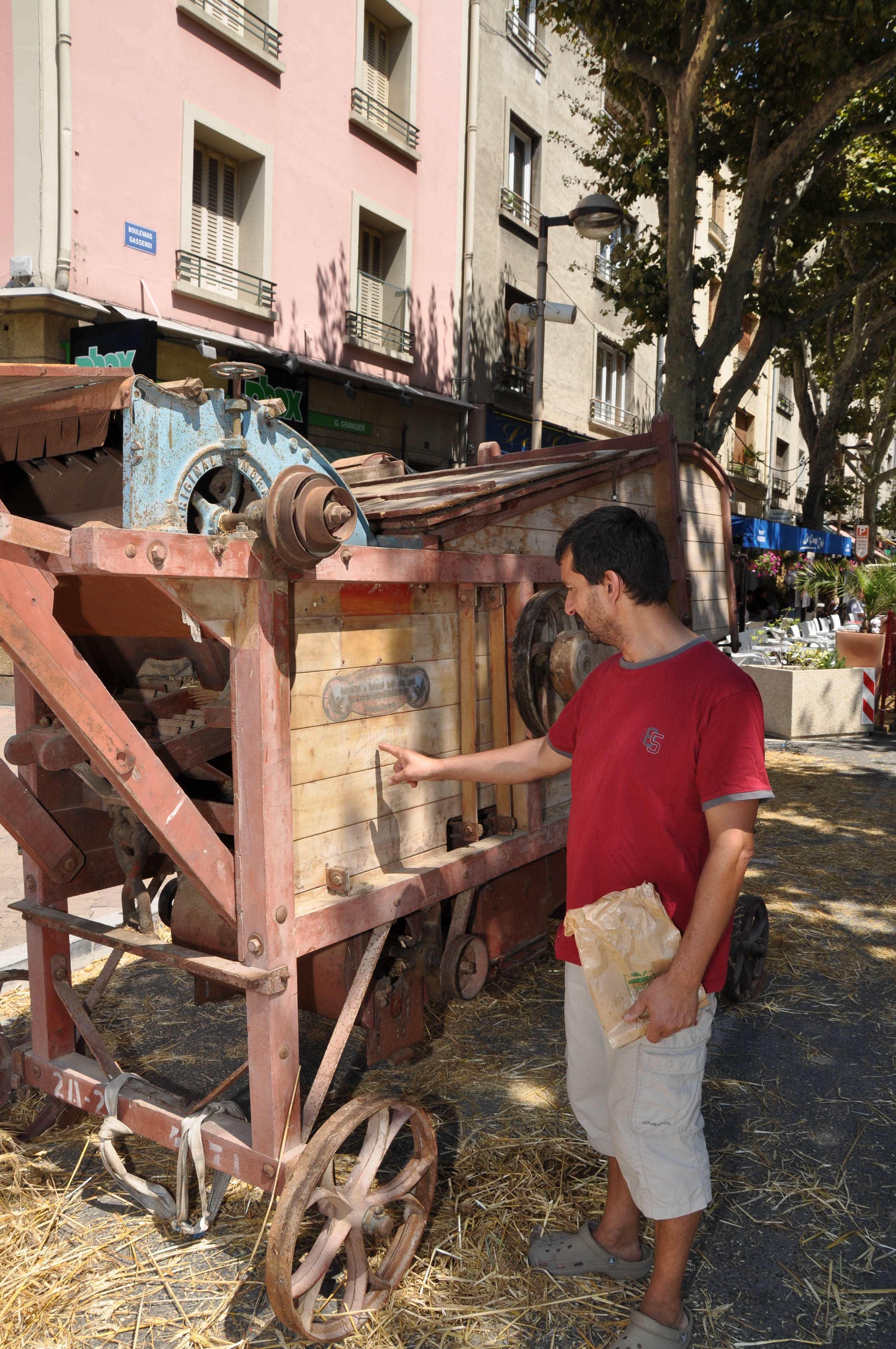
Vieille machine agricole en exposition.
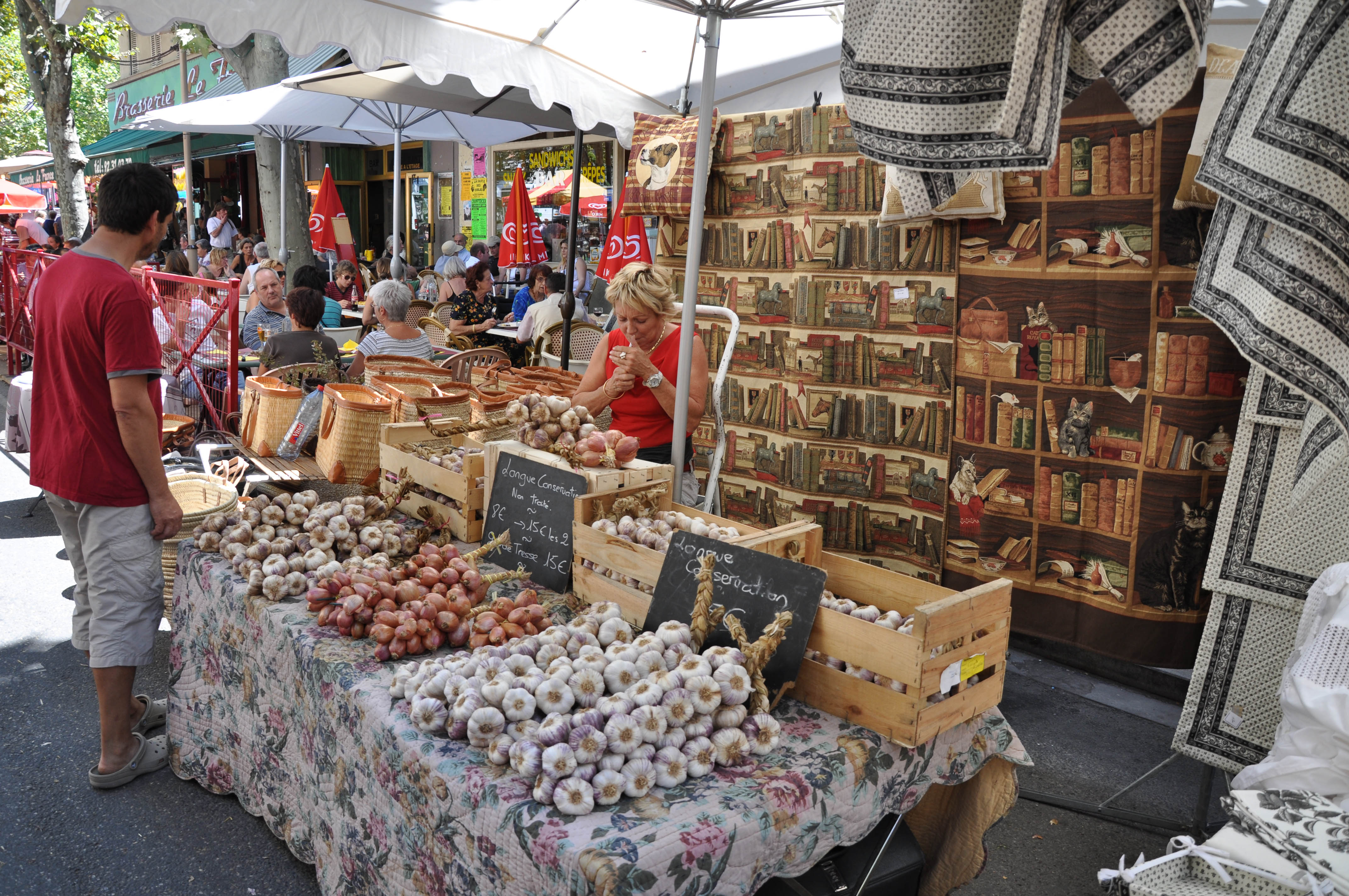
Un stand au marché.

### Activités de service
Fin 2010, le secteur tertiaire (commerces, services) comptait 1 176 établissements (avec 3 072 emplois salariés), auxquels s'ajoutent les 459 établissements du secteur administratif (regroupé avec le secteur sanitaire et social et l'enseignement), salariant 5 713 personnes.
Digne-les-Bains est le siège de la Chambre de commerce et d'industrie des Alpes-de-Haute-Provence. Elle gère l'aérodrome de Sisteron-Thèze et le centre J.-Gage.
Les chemins de fer de Provence emploient 50 personnes environ à Digne.
SAMSE, négociant en matériaux de construction, emploie 73 salariés. Toujours dans le commerce, les grandes surfaces sont aussi des employeurs importants : Carrefour (250 personnes) et Intermarché (55 salariés).
Orange emploie environ 300 salariés. Parmi les sociétés de service informatique, Xsalto, hébergeur web, développeur, installateur, emploie 22 salariés.
Le secteur bancaire fournit aussi quelques employeurs moyens : la Caisse d'épargne (50 salariés), la Banque de France (30). Enfin, le concessionnaire Renault est un autre gros employeur privé, avec 28 salariés.

### Tourisme

#### Généralités économiques
D'après l'Observatoire départemental du tourisme, la fonction touristique est secondaire pour la commune, avec moins d'un touriste accueilli par habitant. Elle offre cependant une appréciable capacité d'hébergement, majoritairement marchande. Plusieurs structures d'hébergement à finalité touristique existent dans la commune :
- de nombreux hôtels en 2008[140] : un hôtel non classé[141], 9 hôtels classés deux étoiles[142] (80 % des chambres de la commune se trouvent dans cette classe d'hôtels[143]), un hôtel trois-étoiles[144] et un quatre-étoiles[145]. Au total, la capacité hôtelière évolue peu et se situe en 2008 et 2012 au-delà des 260 chambres[146] ;
- plusieurs campings[147] couvrant une gamme étendue, dont un camping à la ferme[148], un camping deux étoiles[149] et un trois-étoiles[150]. Les campings classés possèdent une capacité de 262 emplacements[151] ;
- les meublés labellisés ou non fournissent une capacité de plusieurs centaines de places[152],[153] ;
- des chambres d'hôtes[154] ;
- les hébergements collectifs sont aussi présents, avec entre autres des gîtes[155].

Enfin, les résidences secondaires apportent un complément appréciable à la capacité d'accueil : au nombre de 621, elles représentent 6,1 % des logements. 465 résidences secondaires possèdent plus d'un logement,.

#### Thermes
Les thermes traitent les affections respiratoires et les rhumatismes. Ils utilisent une source chaude à 50 °C : 110 000 nuitées sont apportées par cette activité. La station est une régie à autonomie financière qui embauche 76 personnes en forte saison (septembre-octobre) salariés.

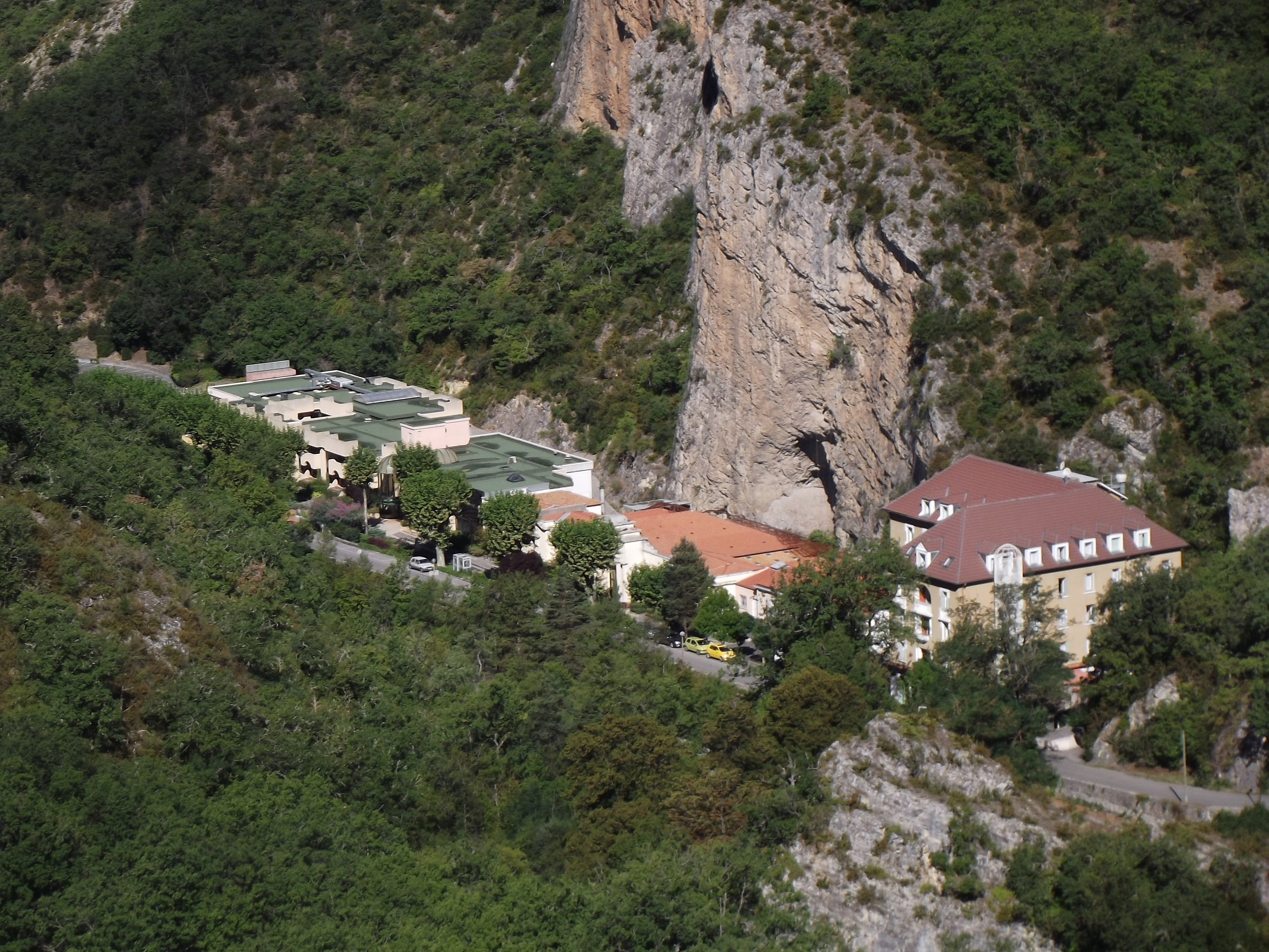
Bâtiments des thermes.
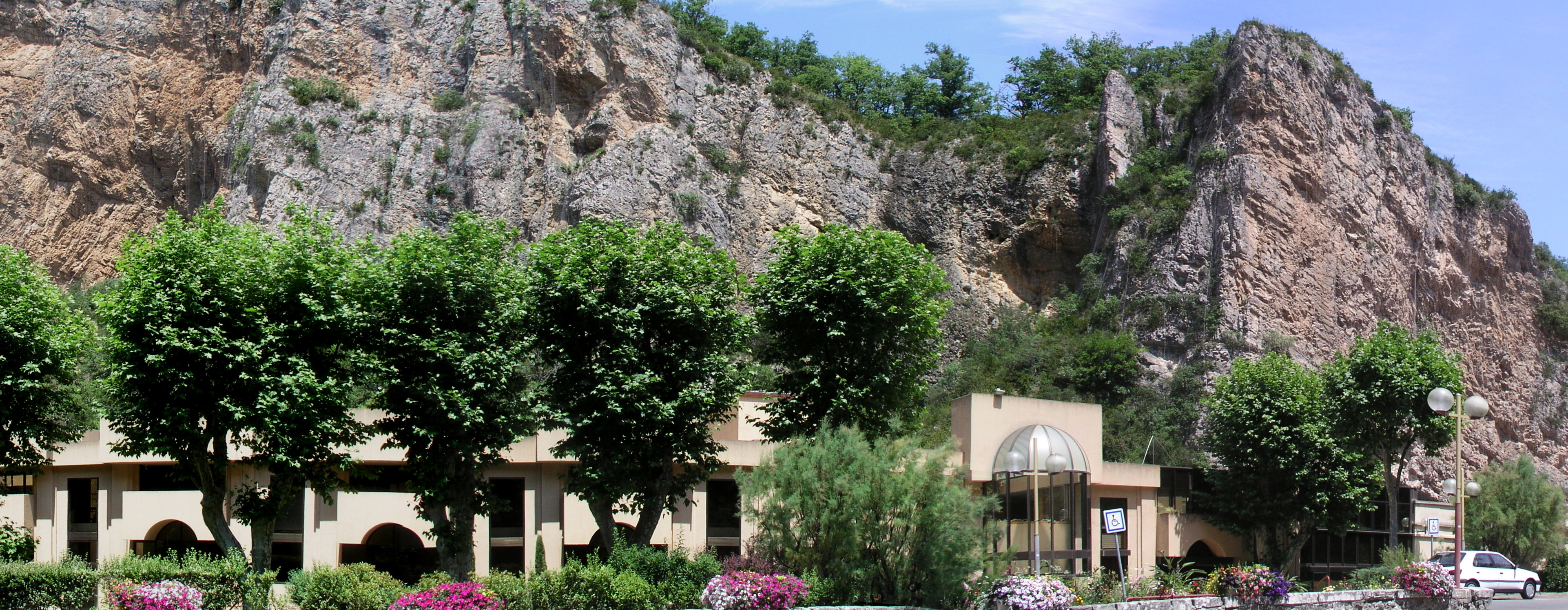
Thermes de Digne-les-Bains.
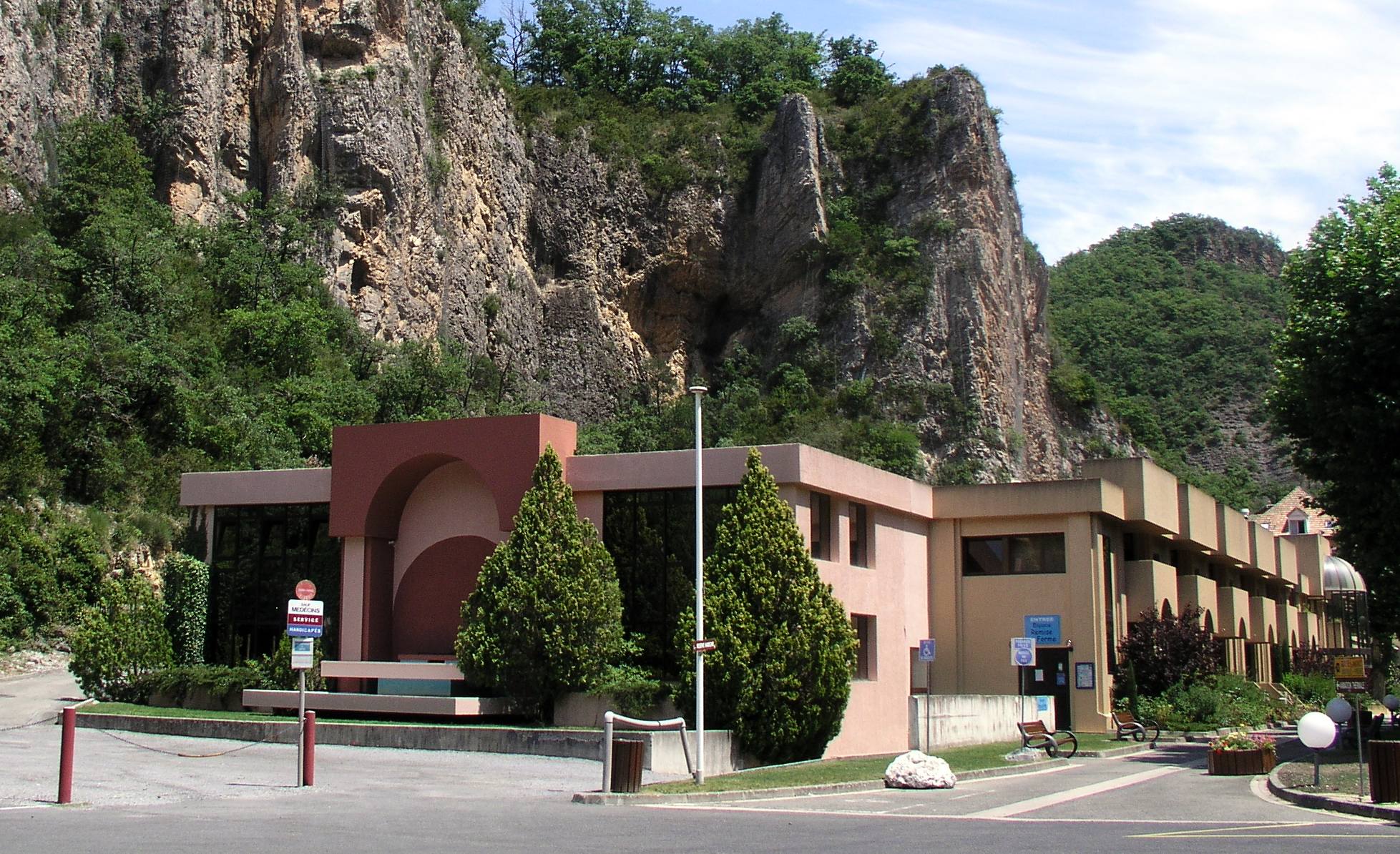
Entrée des Thermes.
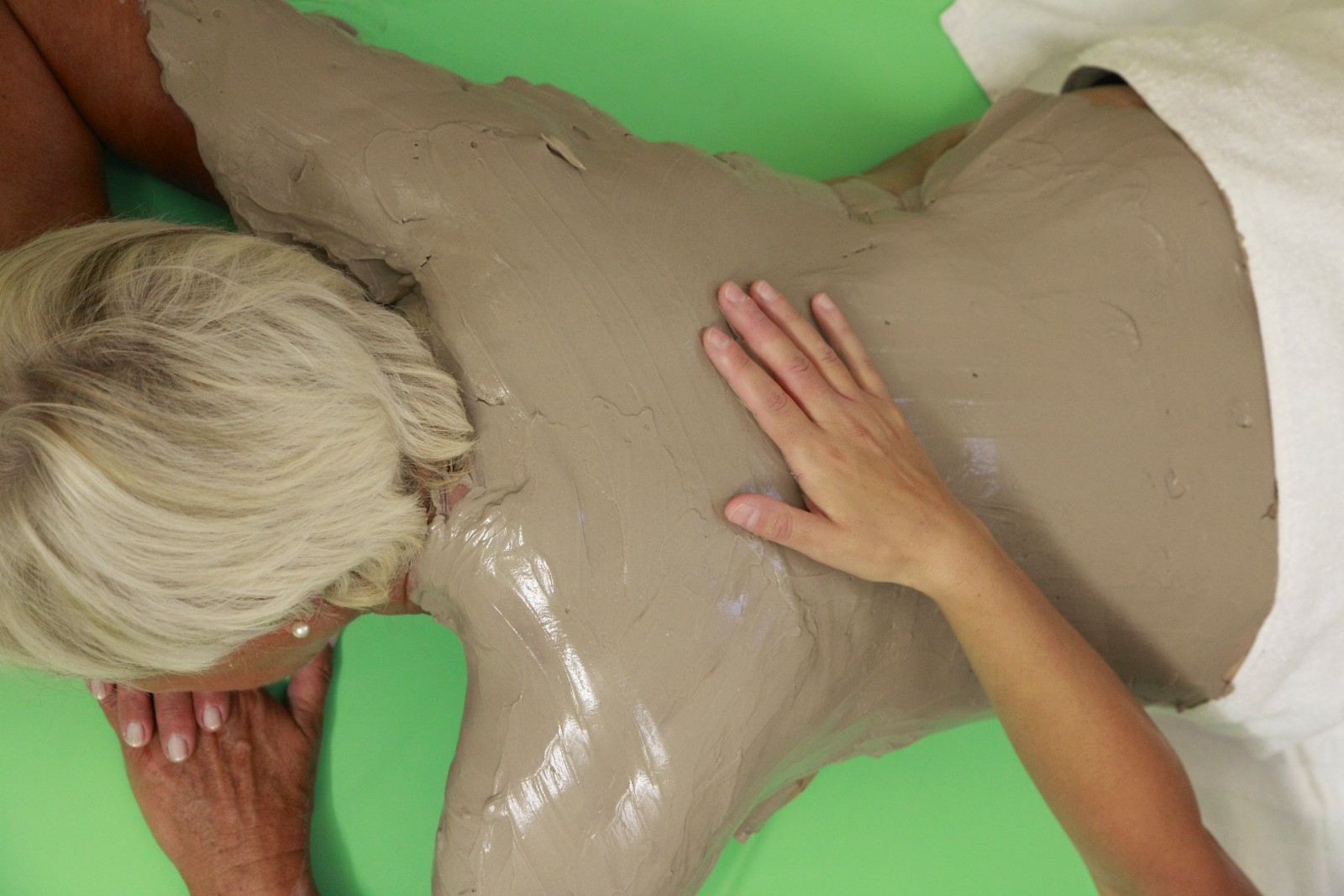
Thermalisme à Digne-les-Bains.
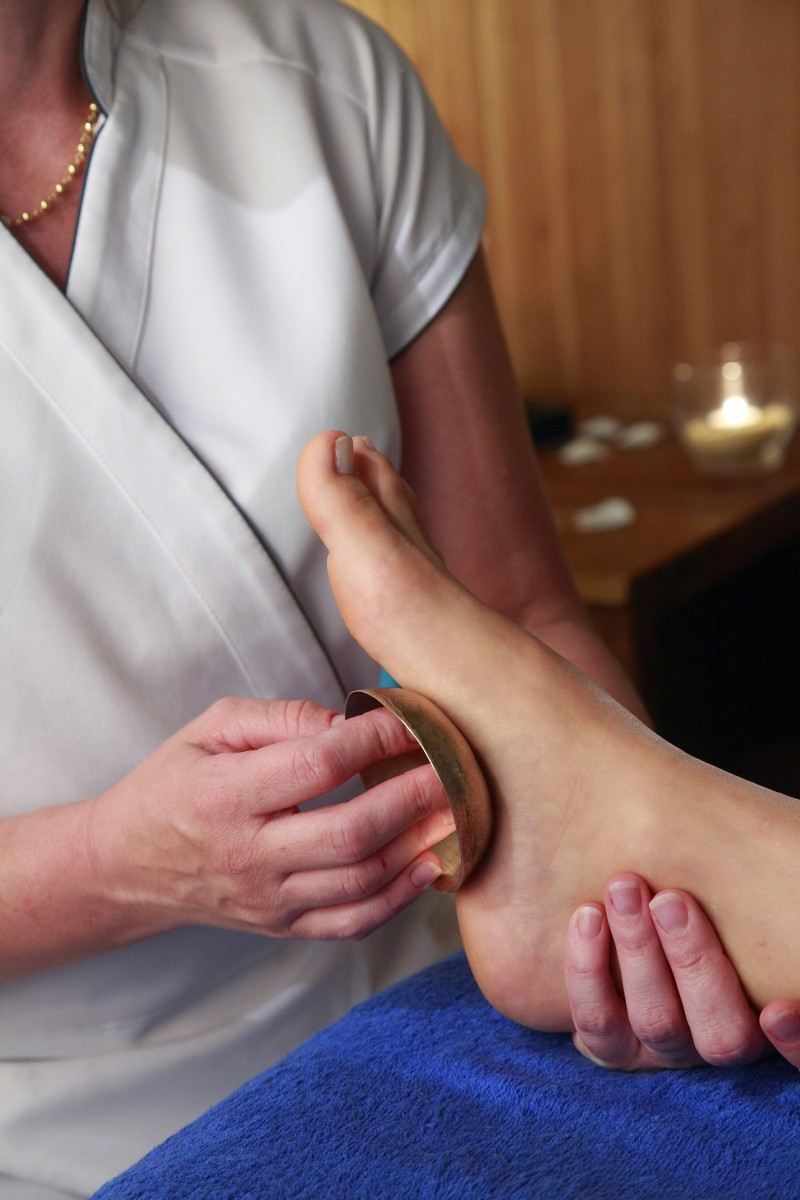
Massage aux thermes.

## Culture locale et patrimoine

### Lieux et monuments

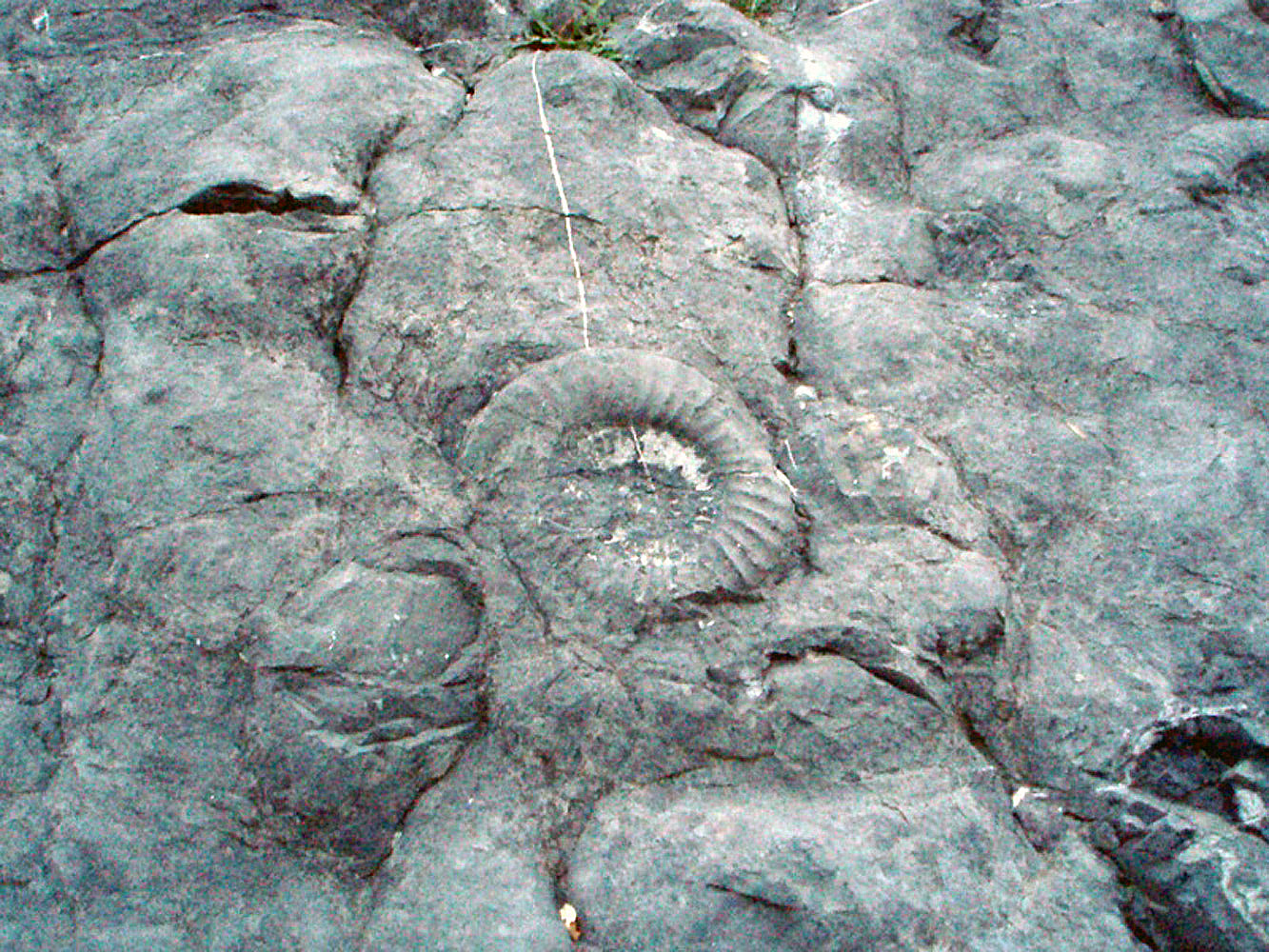
Détail de la dalle à ammonites.

- La dalle à ammonites : site classé[157]. Il s'agit d'une couche rocheuse datant de 200 millions d'années, où l'on peut trouver plus de 1 500 fossiles d'ammonites pouvant atteindre un diamètre de 70 centimètres.

#### Architecture religieuse
La commune conserve un aspect méridional et possède des éléments patrimoniaux remarquables dont deux cathédrales, une crypte archéologique sous la cathédrale Notre-Dame du Bourg, des chapelles (Saint Pancrace, Notre-Dame de Lourdes...).
- Cathédrale Notre-Dame-du-Bourg (monument historique)[158] : c'est une cathédrale romane dont les fondations remontent au IXe siècle. Victime de nombreuses attaques et pillages, elle fut rénovée au début du XIIIe siècle. Des parties des XIe et XIIe siècles subsistent. Son autel de marbre blanc est d'époque mérovingienne[3].

Une crypte archéologique dans le sous-sol de la cathédrale permet de découvrir l'histoire de Digne les Bains. Dans cette crypte se trouve l'emplacement exact des origines de la ville attestée par la présence de murs antiques du Ier siècle apr. J.-C. correspondant à un espace urbain et l'implantation de 3 édifices de religion chrétienne allant du Ve au XIe siècle.
- Cathédrale Saint-Jérôme (également monument historique)[160] : cathédrale gothique des XVe et XVIe siècles ; façade du XIXe siècle.

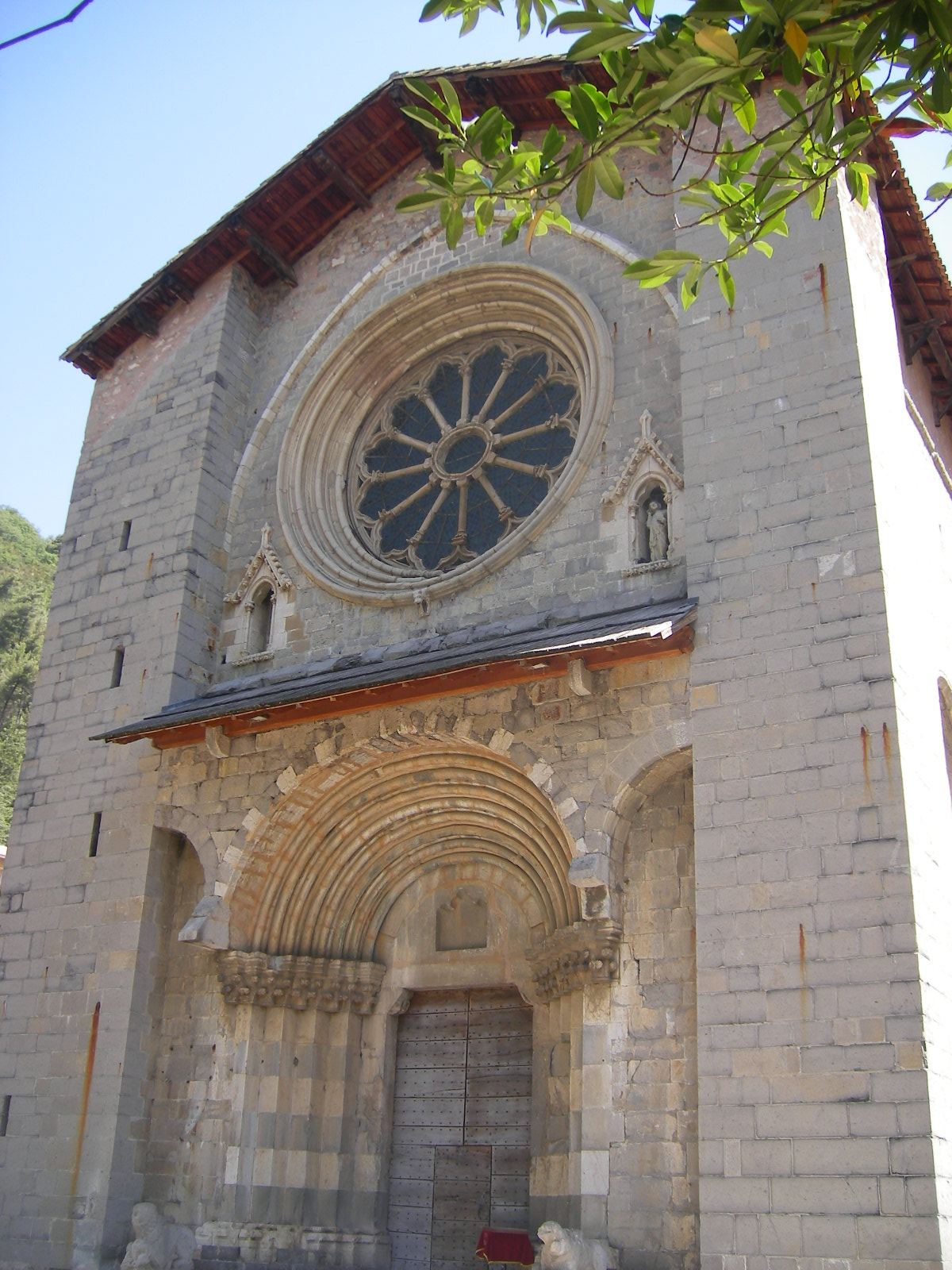
Façade de Notre-Dame-du-Bourg.
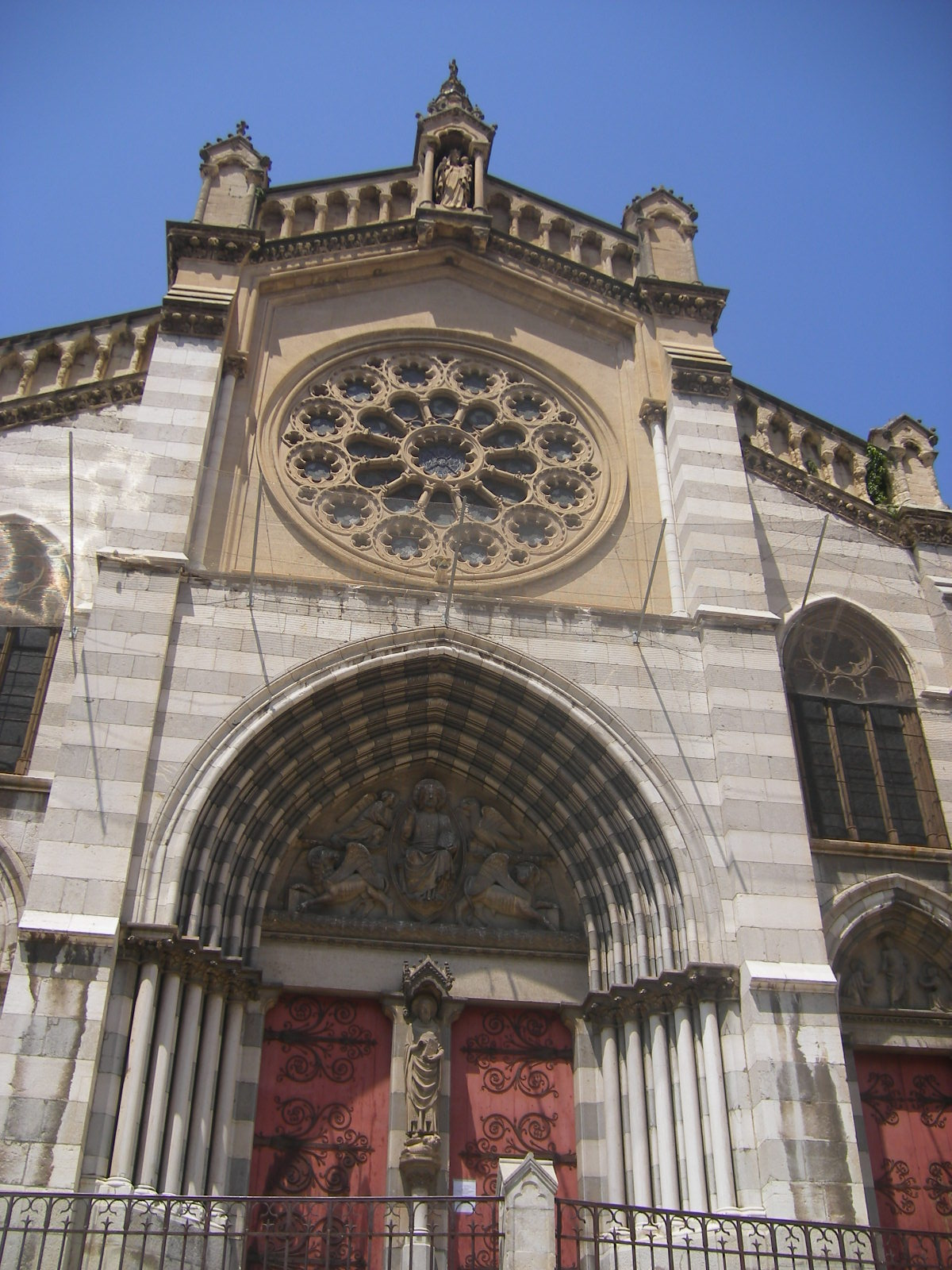
Façade de la cathédrale Saint-Jérome.

L'église Notre-Dame-de-Lourdes est construite en 1870 sur la montagne de la Croix, au nord de Digne, même si elle est en bas de la pente. Ses murs de briques sont sa principale particularité, avec ses dimensions importantes.
La chapelle Saint-Vincent appartenait à une abbaye ou un prieuré. Elle est encore en bon état. La chapelle de la Croix, située à proximité, tombe en ruines progressivement.
Les églises des communes rattachées sont nombreuses.
À Courbons, l'église paroissiale est Notre-Dame-des-Anges (XIIIe – XIVe siècles). Elle portait le vocable de Sainte-Claire au XVIIe siècle. Sa nef simple est formée de trois travées voûtées en berceau, et débouche dans un chœur carré. Il y a aussi une chapelle Saint-Pierre au sud du village, d'implantation peut être très ancienne.
L'église des Dourbes est sous la titulature de Saint-Genest (parties les plus anciennes des XIIe et XIIIe siècles),. La chapelle rupestre Saint-Jean-Baptiste date probablement du XVIIe siècle.
À Gaubert, l'église paroissiale Saint-Étienne est construite en style roman à la fin du XVIe et au XVIIe siècle). La ferme du Grand-Saint-Martin intègre quelques vestiges d'un prieuré médiéval. La chapelle Saint-Sébastien est située sur la crête à l'est du village.
Aux Sieyès, subsistent l'église Sainte-Marie-Madeleine, et l'église Saint-Véran (entre le stade et le cimetière). Une chapelle plus récente a été construite à côté de la mairie et de l'école.
Il y a également deux chapelles sur la montagne qui domine le ravin des Eaux-Chaudes au nord, Saint-Pons (en ruines) et la chapelle Saint-Pancrace. Cette dernière date du XVIIe siècle et en cours de restauration. Elle a la particularité d'avoir ses cloches suspendues dans un campanile métallique plat. Le pèlerinage du 12 mai, où le prêtre bénit les sources, s'est maintenu jusque dans les années 1950 et a repris depuis peu.

#### Architecture civile et militaire
- Vestiges des fortifications : en prêtant attention au plan de la vieille ville (quartier central, construit sur les hauteurs), on peut encore apercevoir certains des murs, et quelques-unes des tours qui entouraient la ville (XIVe siècle). Ces restes de remparts se fondent actuellement dans le paysage des habitations.
- Hôtel Thoron de la Robine[164](XVIIe siècle).
- Fontaine 1829 (monument historique)[165].
- Les sculptures. De 1983 à 1991, une manifestation internationale de sculpture révéla tous les deux ans des talents internationaux. Les œuvres primées, en marbre de Carrare, ornent ronds-points, squares et jardins publics.
- Ancienne usine à plâtre de Champourcin[166].
- Trois ponts sur la Bléone : Le Grand Pont[167], le pont Beau de Rochas[168] et le pont des Arches[169]. Autres ouvrages en références[170].
- Monuments commémoratifs :
  - Monument aux morts[171].
  - Monument aux instituteurs morts pour la patrie à Digne-les-Bains[172],[173].
  - Monument spécifique - Aux Résistants / Maquis[174].

### Culture

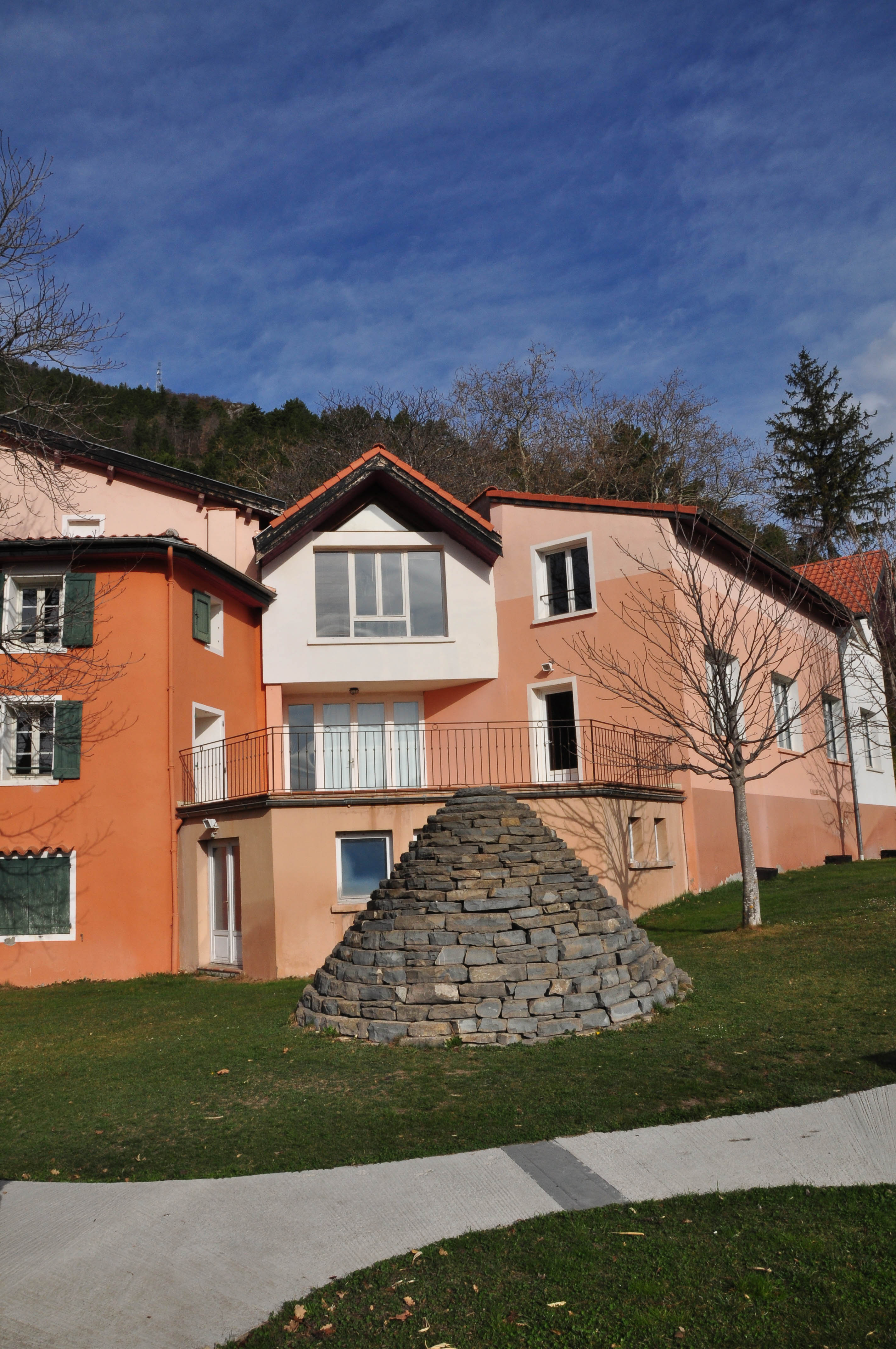
Musée de la réserve géologique de Haute-Provence à Digne.

La ville de Digne a été immortalisée par Victor Hugo qui y place le début de son célèbre roman Les Misérables.
- Musée de la réserve géologique de Haute-Provence et son jardin des papillons.
- Musée Gassendi () à la muséographie moderne permettant au public de passer de l'art aux sciences, de l'ancien au contemporain à travers un itinéraire dans le temps. Sa section archéologie est fondée en 1889[175].
- CAIRN : Centre d'art informel de recherche sur la nature.
- Musée de la Seconde Guerre mondiale. Documents et objets d'époque évoquent le rôle stratégique de Digne-les-Bains dans la défense alpine et les dégâts subis.
- Médiathèque intercommunale des Trois Vallées.
- Musée Alexandra David-Néel, sis dans sa maison[176],[177].

### Fêtes traditionnelles
Digne célèbre la lavande, symbole de la région, le premier week-end d'août, lors du Corso de la lavande. Une fête foraine s'installe pour l'occasion, et un feu d'artifice est organisé. Un défilé de chars a lieu, dont le cortège est composé d'une dizaine de chars en lavande et crépon, mené par 500 musiciens et danseurs de diverses nations. Le corso attire 10 000 à 15 000 personnes par jour sur la ville.

Corso de la lavande en août
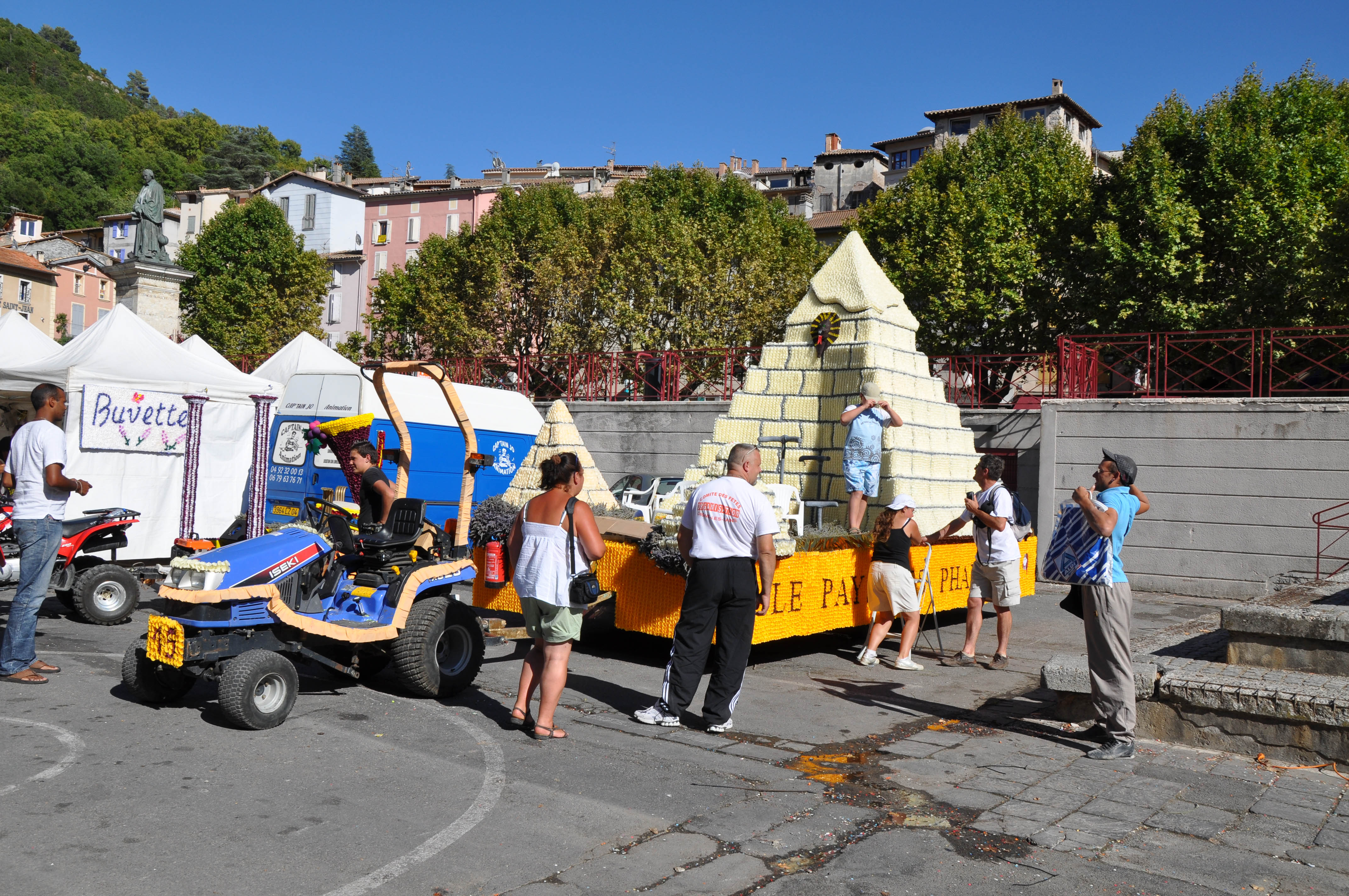
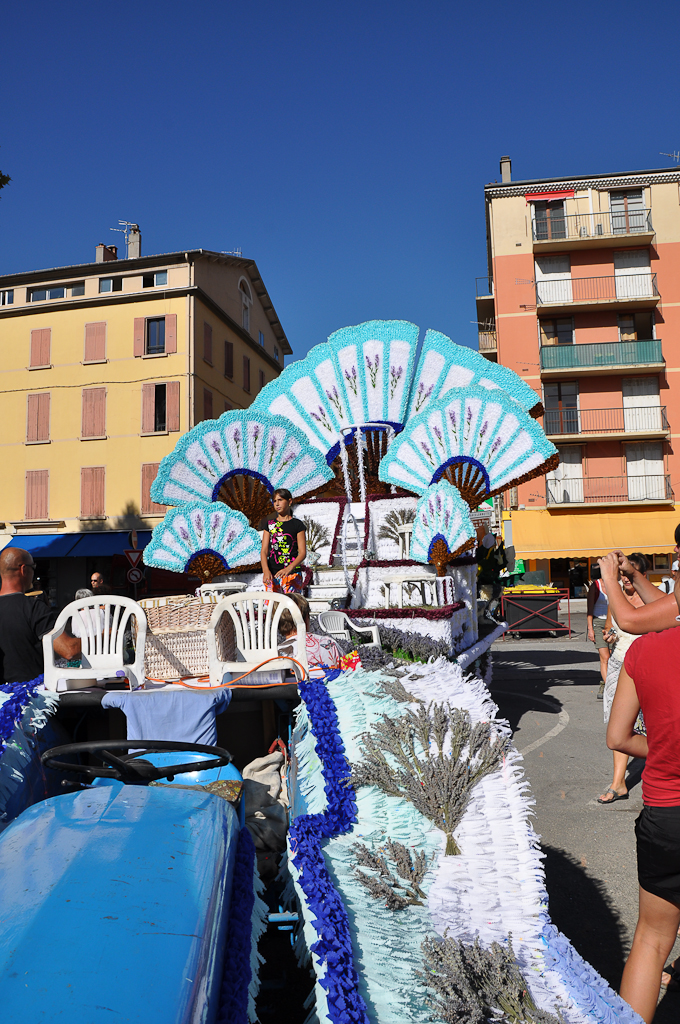
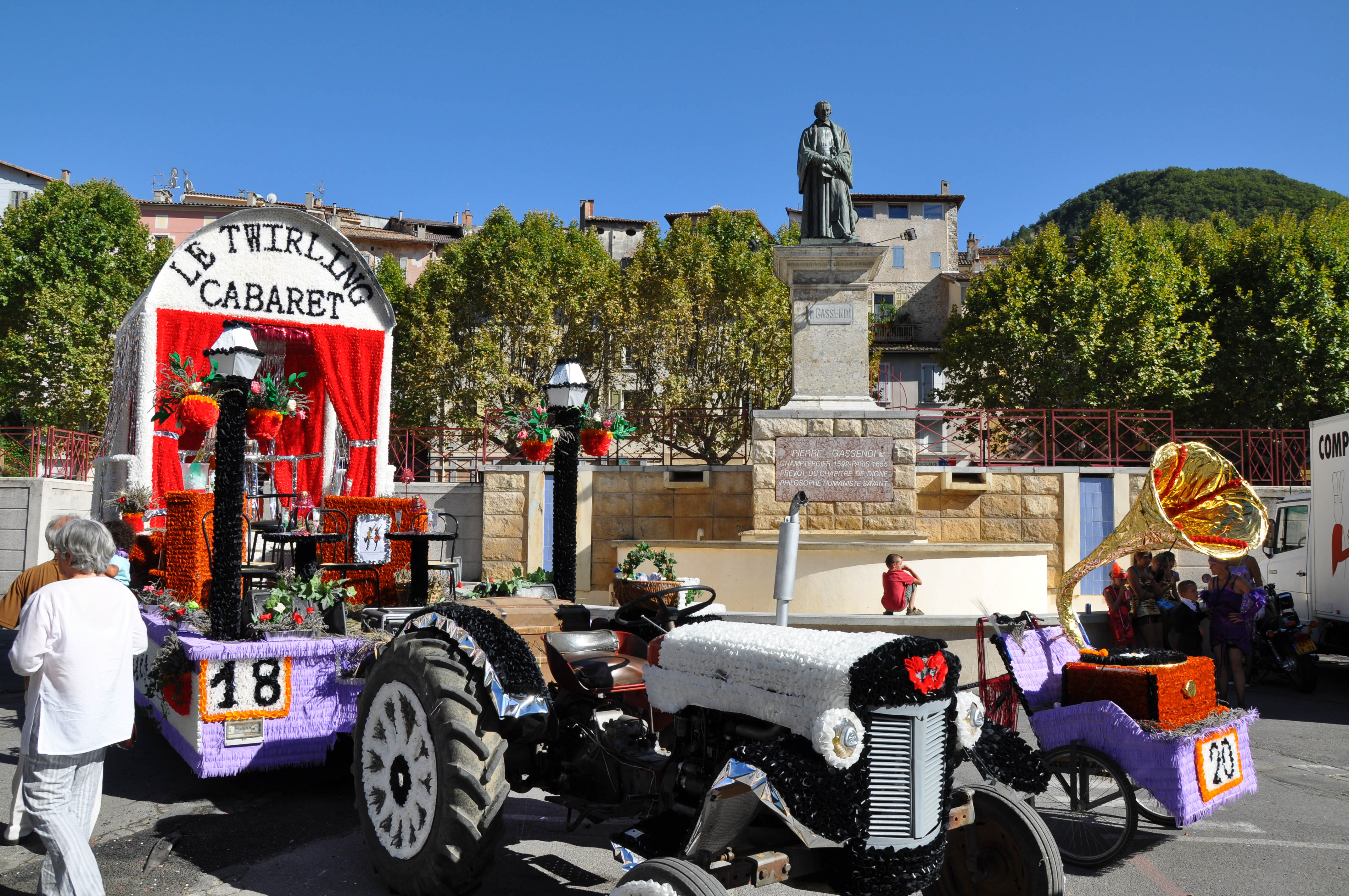

### Festivals artistiques
Chaque année depuis 2002, au mois de mai, la ville organise un festival des Cultures urbaines et des Musiques actuelles. Lancé par la Ligue de l'enseignement des Alpes-de-Haute-Provence et l'ADSEA, le festival est désormais organisé par l'association L'École du sous Sol.
L'objectif de ce festival est de faire connaître à un plus large public les cultures urbaines (danse hip-hop, graffiti, slam, basket de rue, skate) et les musiques actuelles (rap, rock, pop, electro) à travers différentes manifestations artistiques et culturelles prévues au programme. Un tournoi sportif clôt la manifestation. Le battle de danse Hip Hop et le tournoi de basket sont ouverts aux filles (deux filles, deux garçons par équipe pour le battle 4 vs 4 et au minimum une fille par équipe pour le tournoi de basket 3 vs 3). Une scène ouverte est proposée aux groupes amateurs et semi-professionnels.
Tous les printemps, chaque année, le centre culturel René-Char reçoit des personnalités du cinéma et projette des films d'art et d'essai dans le cadre du festival des Rencontres cinématographiques de Digne-les-Bains. Son président est Jean-Pierre Castagna.

### Compétitions sportives
Chaque année depuis 2004, l'épreuve de VTT le Raid des Terres Noires rassemble plus d'un millier de participants.

Raid des Terres Noires
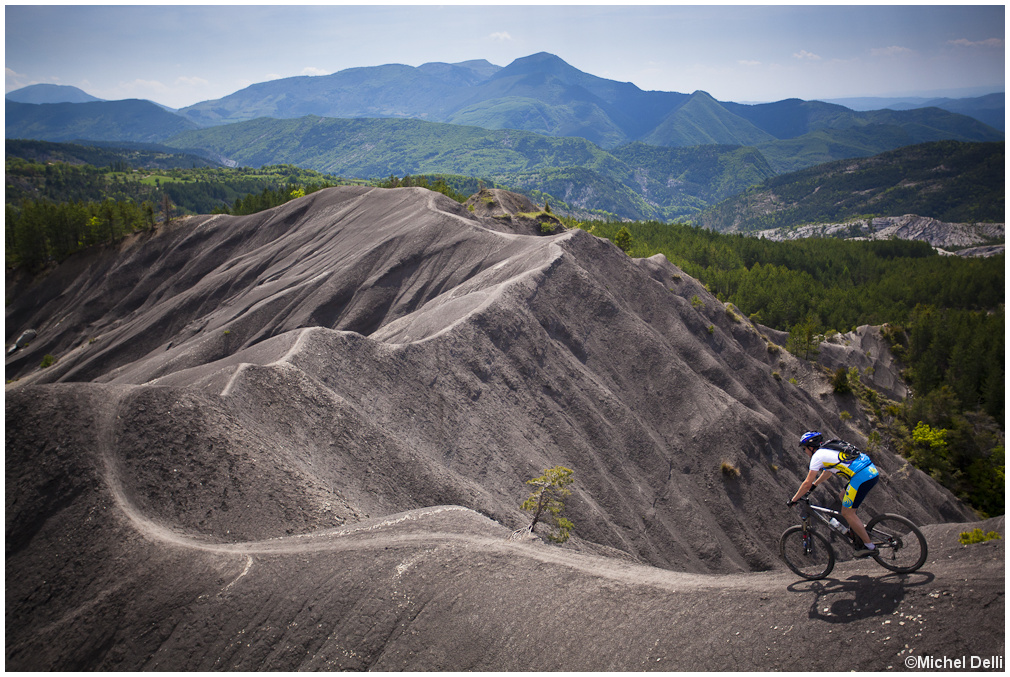
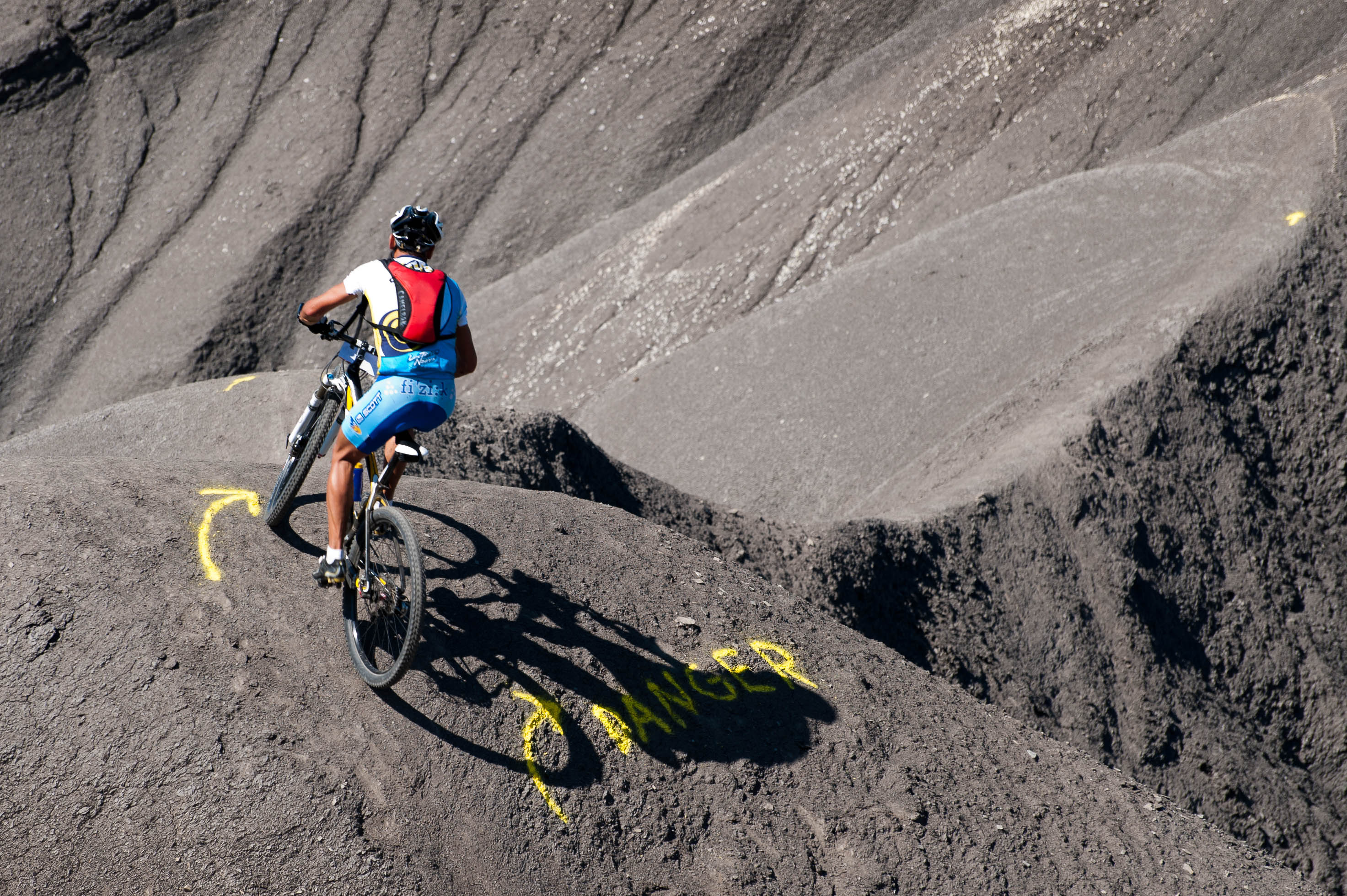

Depuis 2013, le club Vtt Rando 04 organise l'Enduro des Terres Noires, une épreuve d'Enduro (cyclisme).
Créé en 1999 par l'Athlétic Club de Digne-les-Bains, le semi-marathon des Ammonites relie le village de Barles à la préfecture au début de chaque mois de septembre, jusqu'en 2002. Son parcours roulant, mesuré à 21,100 km selon les protocoles de la Fédération française d'athlétisme, traverse les sites les plus spectaculaires de la Réserve naturelle géologique de Haute-Provence, dont certains sont de renommée mondiale : clues de Barles et du Péouré, vélodrome d'Esclangon, Voile de Facibelle, Demoiselles coiffées, Ichtyosaure, Dalle aux Ammonites.
Son organisation de qualité a été récompensée de 2 bornes au guide Le Bipède, et d'une place parmi les 100 plus belles courses à pied françaises. Elle a permis d'accueillir plus de 1550 coureurs en 4 éditions. Cette manifestation sportive a connu une 5e édition en 2013 à l'occasion des 100 ans de la Route de Barles et en faveur de la Ligue contre le cancer, en souvenir de Cyril Gues, premier vainqueur de cette compétition, décédé courant 2012.
Lancé en 2005 par le CA Digne (une seule édition), le Trail du Cousson a été repris en 2008 par l'association Athl'éthique. L'épreuve de course pédestre en nature propose aujourd'hui de nombreux parcours au cœur de la Réserve naturelle géologique de Haute-Provence à travers robines (les fameuses « terres noires »), forêts préalpines, villages perchés et ascensions de la barre des Dourbes et du Cousson.
Des courses gratuites et animations pour les enfants ainsi que des randonnées « patrimoine » sont également organisées en parallèle des compétitions sportives.
La manifestation s'inscrit également dans une politique de développement durable exemplaire qui lui offre une reconnaissance nationale.

### Héraldique
| Blason de Digne-les-Bains | Blason  | D'azur à la fleur de lys d'or accompagnée en chef d'une croisette de gueules., aux flancs de deux lettres L capitales affrontées d'argent et en pointe d'une lettre D capitale aussi d'or,. |
| Blason de Digne-les-Bains | Détails | * Il y a là non-respect de la règle de contrariété des couleurs : ces armes sont fautives (gueules sur azur). Ces armoiries ne sont pas attestées avant le XVIIe siècle, et la composition présentée ci-dessus n'est qu'une variante parmi plusieurs autres existantes. Les « L » peuvent être d'or et peuvent être remplacés par des lions affrontés d'argent. Il existe également des versions sans « L » d'or ni lion : d'azur à une fleur de lys d'or, accompagnée en chef d'une croisette d'argent et d'une lettre D du même en pointe. La dernière version est d'azur à la croisette d'or en chef et au D du même en chef. La croisette serait une évocation du siège épiscopal, et les « L », peut-être, un souvenir d'une concession de Louis II d'Anjou (début du XVe siècle). Gabriel Gillybœuf a proposé au début des années 1980 de remplacer le « D » par une fontaine exprimée en termes héraldiques par un besant fascé, ondé d'argent et d'azur (tout en conservant croisette, fleur de lys et « L » affrontés). La cité était copropriété des comtes de Provence et des évêques de Digne. D'où les armes : la croix symbolise l'évêché, la fleur de lys Charles d'Anjou, comte de Provence. La lettre D est l'initiale de la ville. Les lettres L ont été ajoutées sous Louis XIV, roi de France et comte de Provence et de Forcalquier. |

### Digne dans les arts et la culture

#### Littérature
Victor Hugo fait débuter l'action des Misérables dans la ville de Digne. Le Livre 1, « Un Juste » met en scène monseigneur Myriel, évêque de Digne. Le Livre 2 « La Chute » retrace l'arrivée de Jean Valjean à Digne, après sa libération du bagne de Toulon, son séjour chez l'évêque Myriel, ainsi que le vol de l'argenterie de l'évêque et le pardon de ce dernier.
La série de romans policiers Commissaire Laviolette de Pierre Magnan est située à Digne dans les années 1960.

#### Télévision
- Série Les Enquêtes du commissaire Laviolette (2006-2016), dérivée des romans de Magnan.

## Personnalités liées à la commune

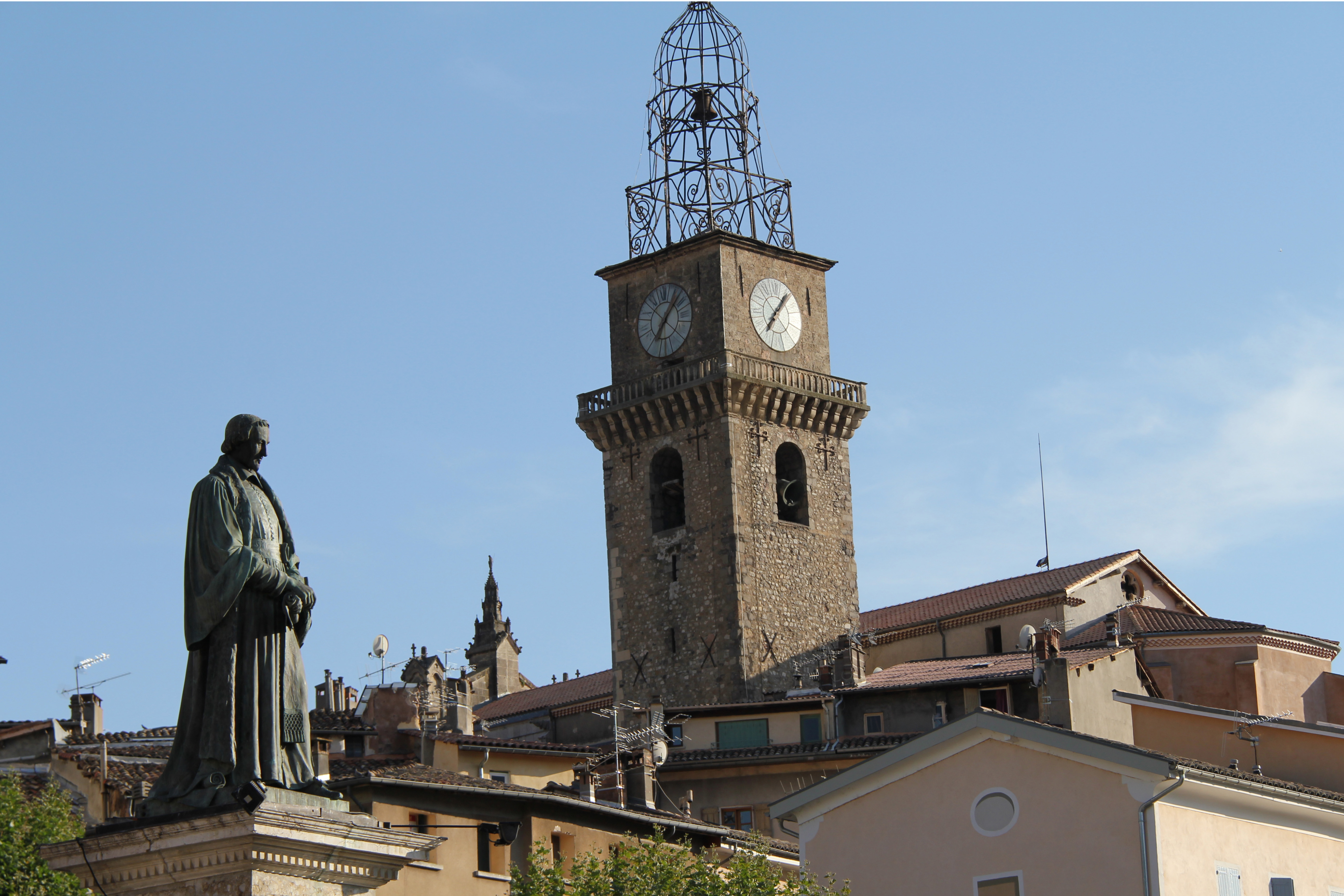
Statue de Pierre Gassendi sur la place de la cathédrale Saint-Jérôme de Digne.

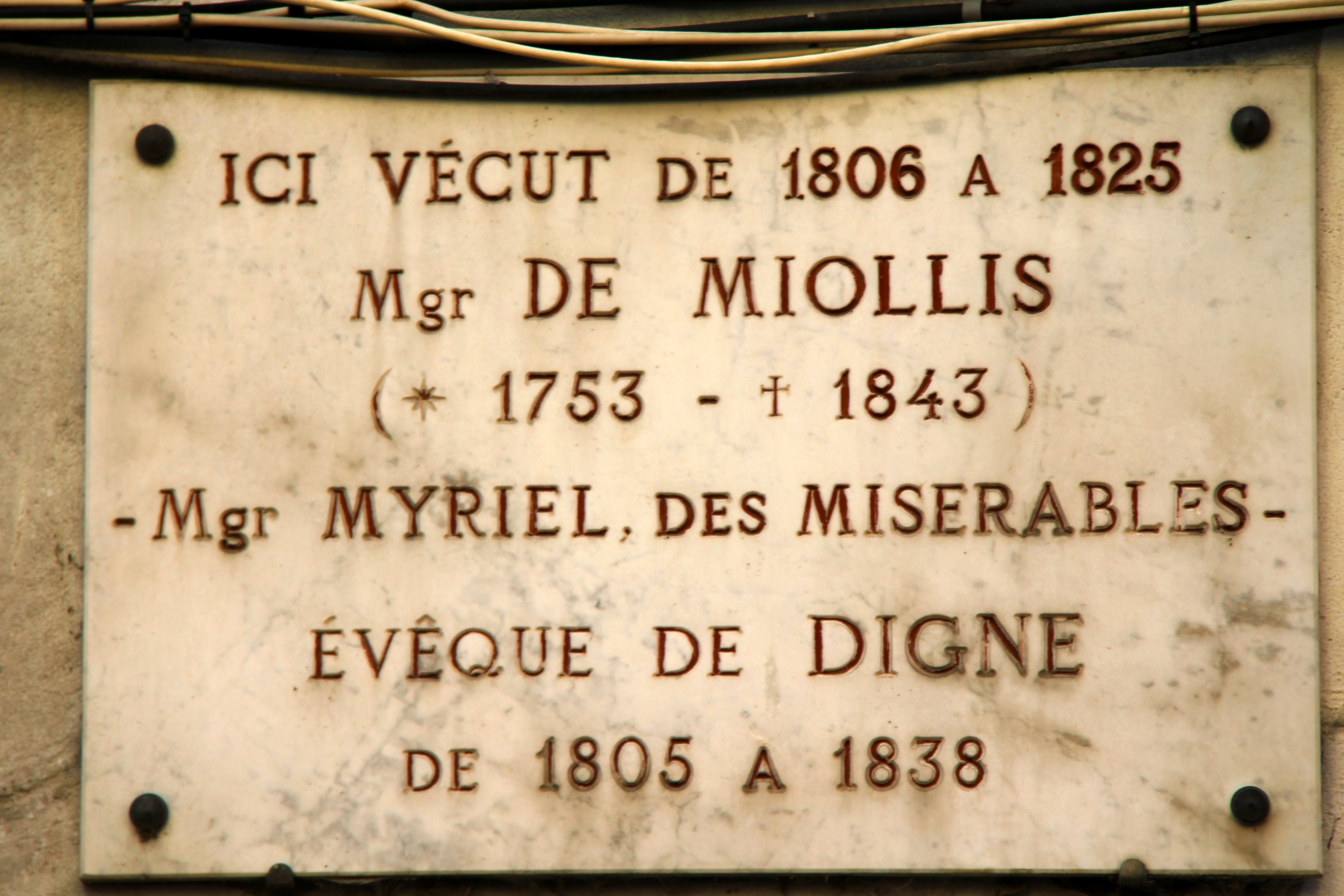
Plaque en l'honneur de l'évêque Bienvenu de Miollis.

### Religieux
- Saint Domnin de Digne et saint Vincent de Digne, premiers évêques de Digne. Ils étaient Berbères d'Afrique du Nord et faisaient partie d'une des premières équipes missionnaires envoyées pour évangéliser la Provence[182].
- Sainte Douceline de Digne, (1214-1274) consacre toute sa vie aux pauvres et aux malades, et son frère Hugues de Digne, également religieux.
- Bienvenu de Miollis, (1753-1843), évêque de Digne.
- Joseph Pierre Blaise Aubert (1814-1890), né à Digne, Père oblat du sanctuaire Notre-Dame de Lumière, fut curé de la cathédrale de Saint-Boniface en 1845 au Canada. Il rédigea sous forme manuscrite, le premier dictionnaire de la langue de la tribu indienne des "sauteux". Il fut vicaire général du diocèse de la Rivière rouge (Saint-Boniface) puis de celui d'Ottawa et conseiller de la délégation canadienne lors du concile de Vatican I. Rentré en France, il fut directeur du sanctuaire de Notre-Dame des Lumières (Vaucluse), il est mort à Paris.
- Christian Chessel (1958-1996), né à Digne, Père Blanc assassiné à Tizi Ouzou.

### Nobles, politiques et militaires
- La maison des Porcellets, famille noble de Provence.
- Jean-Pierre Alexandre Dieudé (1743-1819), général des armées de la République et de l'Empire, mort à Digne.
- Louis Alexis Desmichels (1779-1845), né à Digne, général de cavalerie.
- Hippolyte Fortoul (1811-1856), ministre de la Marine (1851) puis de l'Instruction publique.
- Jean-Baptiste Fortoul (1812-1890), homme politique né à Digne-les-Bains, député des Basses-Alpes.
- Marius Soustre (1828-1897), homme politique, député des Basses-Alpes, sénateur des Basses-Alpes de 1885 à 1897, maire de Digne-les-Bains.
- Raoul Fruchier (1851-1931),homme politique, député des Basses-Alpes de 1893 à 1895 et sénateur de 1895 à 1903.
- Charles Fruchier (1865-1936), homme politique, député des Basses-Alpes de 1902 à 1906, maire de Digne de 1921 à 1929 et de 1935 à 1936.
- Frédéric Aillaud, député sous la Troisième République, mort à Digne en 1924.
- Jean-Louis Bianco né en 1943 à Neuilly-sur-Seine, homme politique, ancien ministre, ancien maire de Digne, ancien député et ancien président du conseil général des Alpes-de-Haute-Provence.
- La famille Taxis.

### Scientifiques
- Pierre Gassendi (1592-1655), mathématicien, astronome et philosophe né à Champtercier. Une des artères principales de la ville, un musée et un collège portent son nom.
- Jean-Baptiste Ricavy (1755-1808) docteur en médecine, professeur à l'école de médecine de Montpellier, écrivain auteur de deux livres : Traité des eaux minérales de Digne (1789)[183] et Observations sur différentes maladies (1790)[184].
- Alphonse Eugène Beau dit Beau de Rochas (1815-1893), ingénieur thermodynamicien né à Digne le 9 avril 1815, et inventeur du cycle à quatre temps.
- Simon-Jude Honnorat (1783-1852), lexicographe.
- Alexandra David-Néel (1868-1969), exploratrice et écrivain française, achète une propriété à Digne en 1928. Elle y meurt en 1969. Son fils adoptif Aphur Yongden y est mort en 1955.
- Tristan Louis, né à Digne le 28 février 1971, inventeur de la baladodiffusion.
- Sébastien Point, né à Digne le 11 juillet 1982, physicien, chercheur et écrivain scientifique. Ancien élève (de 1997 à 2000) du lycée Pierre-Gilles de Gennes de Digne[185].
- Henri Aubert (1905-1974), ancien élève du Lycée Gassendi, professeur d'anglais et traducteur.
- Maurice Eugène Turrel (1914-1940), ancien élève au Lycée Gassendi, docteur vétérinaire diplômé de l'Ecole vétérinaire de Lyon et auteur d'une thèse consacrée à la production laitière dans les Basses-Alpes (1939). Sous-lieutenant, mort pour la France en 1940, Croix de guerre.
- Antoine Eugène Ebrard (1871-1948), né à Enchastrayes, vécut entre 1891 et 1919 à Mexico où il émigra pour travailler avec l'un de ses oncles. Il s'installa à Digne vers 1920 fortune faite. Son fils, Pierre Ebrard (1922-2007), ancien élève du Lycée Gassendi, fut administrateur de la France d'outre-mer puis maître de conférences hors classe à la faculté de droit d'Aix-Marseille III et maire d'Enchastrayes. Il est l'auteur d'une thèse de droit public soutenue à Aix en 1949, « Les mexicains de l'Ubaye (1821-1949) », qui est fondamentale pour la connaissance de l'aventure des  « barcelonnettes  » au Mexique.
- Roger Frangi (1922-1992), élève du Lycée Gassendi et membre du maquis (1943-1944), ingénieur de l’École centrale Paris (génie civil), il a notamment dirigé et coordonné la construction de divers ouvrages, dont le bâtiment du Centre Georges Pompidou à Paris, la gare de Saint-Germain-en-Laye et la centrale nucléaire de Saint-Laurent-les-eaux ainsi que de la voie en T en béton destinée à l'aérotrain Bertin (L. et M. Most :  « Les cantons de Seyne et du Lauzet dans la première moitié du siècle, 2003), ancien chargé d'enseignements à l'Institut Supérieur du Béton Armé. Il est notamment l'auteur de "The influence of the construction method on the design », IABSC symposium, Londres, 1981 (site Structure.net).
- Tristan Louis (né à Digne en 1971), l'un des créateurs du podcasting.

### Artistes
- Paul Martin, né et mort à Digne (1830-1903), peintre aquarelliste[186].
- Melchior Jaubert, né à Digne et mort à Grenoble (1848-1913), peintre et aquarelliste.
- Henri Jaubert, né à Digne et mort à Périgueux (1860-1936), frère du précédent, peintre et aquarelliste.
- Raphaël Freida né le 26 mai 1877 à Digne-les-Bains, mort le 25 décembre 1942 à Paris. Peintre, illustrateur, graveur, membre de la Société des artistes français.
- Louis Botinelly, né à Digne et mort à Marseille (1883-1962), sculpteur.
- Cécile Sauvage (1883-1927), poétesse, mère d'Olivier Messiaen ; elle a vécu à Digne de 1888 à son mariage en 1907.
- Paul Alexandre Arnoux (1884-1973), poète français né à Digne le 27 novembre 1884.
- Henri Aubert (1905-1974), traducteur.
- Jean-Pierre Castagna (né en 1946 à Digne-les-Bains), président des rencontres cinématographiques de Digne-les-Bains.
- Jean Daviot, artiste plasticien né à Digne le 20 février 1962.
- Greg Théveniau musicien né à Digne-les-Bains en 1973.

### Sportifs et autres
- Joseph Aureille (1914-1981), coureur cycliste, y est mort.
- Grégory Montel, acteur né à Digne en septembre 1976.
- Léo Lapara : comédien né en 1909 et mort en 1995 à Digne-les-Bains (régisseur et secrétaire de Louis Jouvet de 1941 à 1951)
- Alain Boghossian, footballeur né à Digne le 27 octobre 1970, a joué au club de Digne les saisons 1987–1988 et 1988–1989.
- Mickaël Maschio (né en 1973 à Digne) pilote de motocross.
- Grégory Bernard (né en 1984 à Digne), joueur de rugby à XV.
- Cyril Féraud (né en 1985 à Digne), journaliste et animateur de télévision.
- Aurélien Chaméon (né en 1986 à Digne), cyclo-voyageur et auteur, ayant réalisé entre juillet 2014 et juillet 2015 un tour des départements de France, exclusivement à vélo, sans moyen motorisé ni assistance.
- Nicolas Lebrun (né en 1973) triathlète professionnel.
- Gérard Honnorat, né à Digne le 11 décembre 1960, ex-champion de France de triathlon, ex-entraîneur des équipes de France de duathlon puis de triathlon ; directeur technique national adjoint à la Fédération française de triathlon.
- Florent Dalmasso, rugbyman né à Digne le 16 décembre 1996, il a fait le bonheur de Sisteron durant 6 saisons où il marqua 39 essais, 58 transformations et 62 pénalités avant de partir au club du Valence Romans Drome Rugby où il aspire à jouer dans l'effectif pro.
- Jean Rolland né le 27 juillet 1935 à Digne, pilote automobile décédé en course le 17 septembre 1967 sur le circuit de Montlhéry.
- Antoine Méo (né en 1984 à Digne), pilote de motocross, multiple champion du monde en Enduro.
- Kenny "KennyS" Schrub (né en 1995 à Digne), joueur professionnel pour l'équipe G2 Esports du jeu en ligne Counter-Strike : Global Offensive.
- Lionel Ricaud né en 1968 à Digne, guide de haute montagne, il a notamment créé la via ferrata de la falaise de Meichira à Prads Haute Bléone et ouvert de nombreuses voies dans les gorges du Verdon. Il a également travaillé en tant qu'expert pour l'organisation des jeux olympiques de Sotchi en Russie en 2014.
- Tifany Roux (né en 1997 à Digne), skieuse alpine
- Mathieu Couvé, champion de France d'échecs en 2013 à l'âge de 15 ans[187]. À cette occasion, il reçoit la médaille de la ville de Digne-les-Bains des mains du maire Serge Gloaguen[188].
- Jean Nevière (1899-1973), explorateur, né à Digne.